# Historia de la escultura

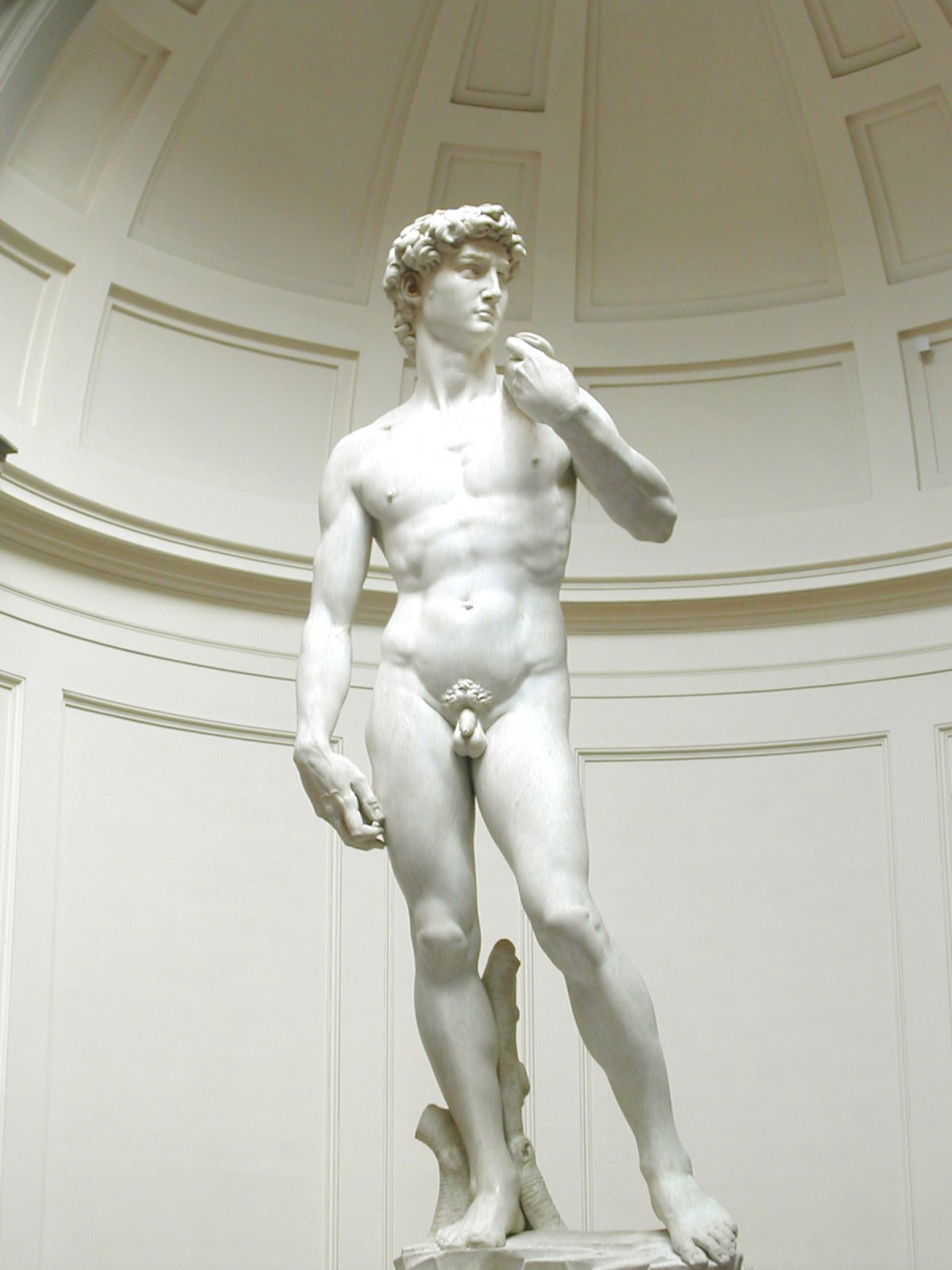
El David de Miguel Ángel es una de las principales y más importantes esculturas en la historia del arte —sobre todo del Renacimiento. En contraste, la obra está hecha sobre mármol blanco y mide 4.34 metros.

La historia de la escultura es una parte de la historia del arte que estudia la evolución de la escultura, desde sus principios teniendo en cuenta las diferentes culturas del mundo y los períodos históricos que suelen coincidir con los de la propia historia del arte. A lo largo del tiempo, muchas de sus formas y herramientas utilizadas siguen siendo las mismas o similares.
Desde las civilizaciones prehistóricas hasta las actuales, la escultura ha pasado por varias fases funcionales; inicialmente tenía un uso utilitario y era un método para representar rituales mágicos o religiosos. En ciertos momentos de la historia, debido a la aparición en algunas religiones del aniconismo —por ejemplo, en el cristianismo ortodoxo y en el islam—, la práctica de la escultura se reduce a la realización de adornos sin ninguna representación de imágenes. El rechazo de Moisés del culto al becerro de oro, que cita la Biblia, fue seguramente un acontecimiento decisivo en una parte de la historia de la escultura, ya que promovió la práctica según la cual había que evitar la existencia de imágenes sagradas o de personas religiosamente relevantes, así, permaneció restringido entre los judíos y en las religiones que han derivado. Iniciativas como ésta surgieron también en los inicios del cristianismo y del budismo, sin embargo y con el paso del tiempo, en ambas religiones se revirtió esta tendencia y la escultura alcanzó una gran relevancia, sobre todo en el budismo. Sin embargo, algunos sectores se sigue practicando la iconoclastia, como lo demuestra la destrucción de los Budas de Bāmiyān por parte de los talibanes en 2001.
Los escultores medievales y renacentistas trabajaban en colaboración con otros artesanos y solían tener grandes talleres, en estos locales podían trabajar muchos ayudantes y oficiales, y el maestro escultor era el encargado de la finalización de las obras. Por otra parte, detrás del arte han existido grandes mecenas, el patronazgo de los cuales, en algunos casos, se prolongaba durante toda su vida. Más recientemente, a partir del siglo XIX, los escultores dependen normalmente de las galerías de arte públicas y privadas donde se exponen las obras de cara a su venta, ya que los encargos para proyectos civiles son relativamente poco habituales.
La representación de la figura humana  ha sido uno de los temas principales hasta el siglo XX. Con la aparición de nuevos materiales artificiales y herramientas mecanizadas, así como con el desarrollo de los medios de comunicación, la evolución de los estilos se aceleró y, por tanto, diversificó. Los comienzos del arte experimental que dio lugar a la abstracción llegó a ser una práctica escultórica dominante durante al menos cincuenta años, después de que la tradición figurativa se impuso durante siglos. La tradición escultórica fue cuestionada tanto en el contexto mercantil como en el diseño industrial, el cambio que ocasionó tanto a nivel social como a nivel político y filosófico en el período vivido entre las dos guerras mundiales permitió que el arte abstracto, a partir de 1945, se concentrara en la expresión de las cualidades físicas de los materiales y en la búsqueda de la sensación visual.
Por eso el arte se debe apreciar nunca digas que el arte no vale nada, porque el arte es todo.

## Historiografía
Los primeros tratados sobre técnicas de escultura pertenecen a los artistas griegos y datan del siglo V a. C.. El más conocido es el Canon de Policleto, obra en la que el escultor expone las innovaciones que él mismo llevó a la práctica, como la posición del contrapposto. Según Plinio el viejo, sus indicaciones fueron adoptadas como leyes por otros artistas. Alberto Durero, durante sus últimos años de vida, se dedicó a recopilar estudios teóricos que había hecho sobre el canon humano al Tratado de las proporciones del cuerpo, editado póstumamente en 1528. Leon Battista Alberti, que se mostró constantemente interesado por la búsqueda de reglas —tanto teóricas como prácticas— capaces de orientar el trabajo de los artistas, llama en sus obras algunos cánones como, por ejemplo, en De statua, en la que expone las proporciones del cuerpo humano.
La Naturalis Historia de Plinio el viejo, los Mirabila de Pasiteles, datado del siglo I a. C., y otras obras contribuyeron a difundir las teorías histórico-críticas de los filósofos griegos que en el período helenístico establecían que el escultor Fidias representaba la «cima de su pasado artístico». Pensadores romanos como Cicerón y Quintiliano formularon observaciones críticas de interés sobre la escultura y la pintura pero, en conjunto, la aportación de la antigua Roma en la historiografía del arte reside en la descripción de las obras y la transmisión de las noticias y los conocimientos según los precedentes griegos perdidos. Durante la baja Edad Media, los artistas comenzaron a firmar las obras e, incluso, algunos de ellos adoptaron la idea de añadir autorretratos en sus obras, como el escultor Arnau Cadell al monasterio de Sant Cugat (c. 1190); debido a la falta de contratos, estas firmas son uno de los datos más importantes que tiene la historiografía de la escultura románica.
Durante el Quattrocento florentino se formuló una teoría y una historiografía de acuerdo con la nueva práctica y mentalidad artística. El género de las «biografías de artistas», olvidado desde la antigüedad clásica —puesto que este género fue iniciado en el siglo IV a. C. por Duris de Samos— volvió a ser cultivado: Cennino Cennini con su Libro dell'Arte y los Comentarii de Lorenzo Ghiberti son el testimonio más elocuente de la profunda renovación que el Renacimiento llevó en el plano de la literatura artística. Sin embargo, las obras de Donatello, Andrea del Verrocchio y Jacopo della Quercia demarcon el ague de este panorama artístico. En esta época es cuando se dio prácticamente la liberación de la escultura del marco arquitectónico, los relieves se realizaron con las reglas de la perspectiva y se mostraban a los personajes con expresiones de dramatismo que llevaban a la sensación de gran terribilità en los sentimientos expuestos en las esculturas. Durante el Cinquecento, Leonardo da Vinci, Rafael Sanzio y el propio Miguel Ángel continuaron esta tradición teórica con sus escritos y tratados; este período se caracterizó debido al parcial gusto por la grandiosidad monumental y por una influencia más «manierista». Le Vite (1550) de Giorgio Vasari constituye una obra fundamental que ejerció una enorme influencia en toda la historiografía del arte que se desarrolló posteriormente.
En el mundo griego se inició la investigación arqueológica con las excavaciones de Heinrich Schliemann entre 1868 y 1874, gracias a las cuales se descubrieron Ítaca, Troya y Micenas. Schliemann también dio nombre a la Máscara de Agamenón:

He descubierto las tumbas, que, según la tradición, corresponden a Agamenón, Casandra, Eurimedonte y sus compañeros, asesinados durante el famoso banquete para Clitemnestra y su amante Egisto.
—Heinrich Schliemann. Necrópolis de Micenas.

Pasado el tiempo, se sabe que estas tumbas pertenecen a siglos anteriores a los hechos narrados por Homero, que Schliemann tomó como guía para su trabajo. En el siglo XX fue Arthur Evans con la excavación de Cnossos quien estableció una cronología para la cultura minoica. Con todo esto y nuevas excavaciones, van cambiando las denominaciones: ya no se habla de la cultura cretense, sino de la minoica, y no del arte micénico, sino del heládico.
El libro El arte griego (1972) de Kostas Papaioannou niega que el período arcaico sea una etapa inferior y previa al proceso de la estatuaria griega en sí con tal de dar origen a una segunda etapa, según dice, la etapa del arcaísmo fue la de «presentar la realidad» y no «representarla como una copia de la realidad». Así, las figuras arcaicas de los kouroi no son atletas retratados y reproducidos de individuos concretos sino creaciones artísticas que se pueden interpretar como signos culturales y, por tanto, históricos.  Según Erwin Panofsky, el estudio concreto de las obras de arte debería constar de tres análisis: primero un análisis preiconográfico, en la que se sitúe el período y el estilo, según sus formas, en términos descriptivos; en segundo lugar, un análisis iconográfico, en la que se analicen los elementos que acompañan la obra, sus diferentes atributos o características, en relación a su función simbólica y, por último; un análisis iconológico, en la que se estudie su significado conceptual o ideológico en el contexto cultural de su época.

## Escultura prehistórica

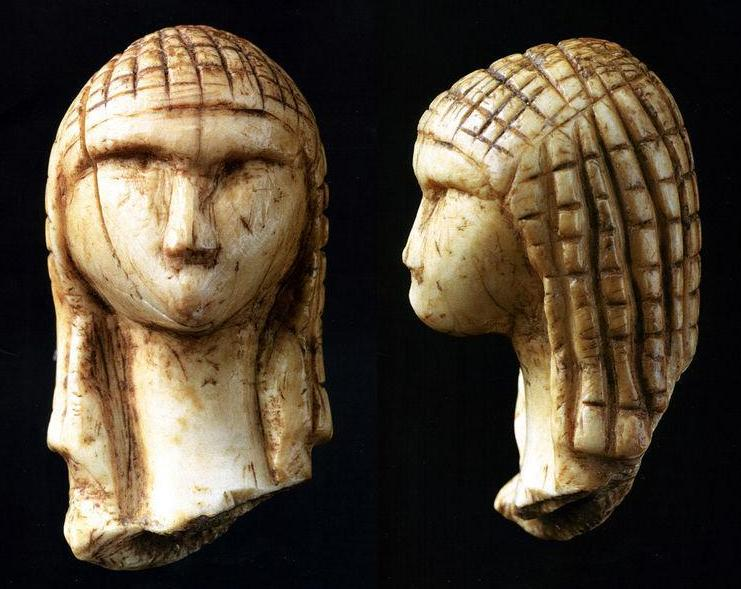
Vista frontal y lateral de la dama de Brassempouy en marfil.

El arte prehistórico se remonta al Paleolítico inferior, cuando el hombre cortaba el sílex golpeando el mismo contra otra piedra. De esta manera se conseguía el bifaz, una herramienta con punta y corte que utilizaban para defenderse y para descuartizar y aprovechar la carne de los animales, hacia el año 1800 aparece la primera representación de un bifaz, en una publicación inglesa de la mano de John Frere. La mayoría de estatuillas de la edad de piedra fueron hechas de marfil o piedra blanda, sin embargo, han sido encontradas figuras de masa con forma humana y animal. Posteriormente usaron el grabado, el relieve en piedra y en huesos de animales. Aparecen representadas las primeras figuras humanas femeninas de piedra, que muestran una gran exuberancia en una exaltación a la fertilidad; hay ejemplos de entre 27.000 y 32.000 años de antigüedad. Estas figuras se conocen con el nombre genérico de «Venus», y entre todas las que nos han llegado cabe destacar la Venus de Willendorf (24.000-22.000 a. C.) de la zona de Willendorf, la de Brassempouy y la de Lespugue.
Durante la cultura Magdaleniense se utilizaron bastones perforados y propulsores. Durante el Paleolítico superior, los ejemplos más abundantes son tallas u objetos grabados. Evolucionaron desde una fase más primitiva, con decoraciones esquemáticas, hasta llegar a la representación de figuras de animales que se adaptaban a la estructura del hueso. En el análisis de este tipo de piezas realizado por Serguei A. Semenov se apreciaron incisiones realizadas con cuchillos de sílex y con alguna especie de buril que permitía hacer muescas, realizar determinados detalles y eliminar el material sobrante.
La arcilla también fue un material utilizado ya en la prehistoria. Se cree que el descubrimiento del proceso de cocción y endurecimiento del barro fue casual, probablemente durante el uso de algún utensilio de barro en contacto con el fuego. Las primeras piezas escultóricas que se conocen proceden de Egipto, China, India y Oriente Medio, lugares donde hacia el 4000 a. C. ya existían hornos para fabricar objetos de barro. Más o menos por estas fechas se descubrió la fundición de los metales. Uno de los avances más importantes en la historia de la escultura fue el poder trabajar el metal —primero el bronce y después el hierro—, que sirvió para fabricar herramientas más eficientes y, además, obtener un nuevo material para realizar obras escultóricas. Las herramientas de metal permitieron mejorar la precisión y reducir el tiempo en el proceso de elaboración de las tallas, tanto de madera como de piedra. El trabajo realizado primero en arcilla y luego mediante vaciado en bronce ya se conocía en las antiguas civilizaciones griegas y romanas, y es el sistema que actualmente, en el siglo XXI, todavía se utiliza. (Para más detalles véase el Fundición a la cera perdida).
A partir del siglo V a. C., en el último período de la Edad del Hierro, los celtas desarrollaron la cultura de La Tène, propagándose por toda Europa; la misma representó una evolución del arte conseguido durante la cultura de Hallstatt. En la decoración de todos sus objetos, espadas, escudos, broches y diademas, representaron motivos de animales, plantas y figuras humanas. A partir del siglo III a. C. acuñan las primeras monedas siguiendo los modelos helénicos, así como obras figurativas como el «Dios de Bouray», realizado en chapa de cobre repujada.

## Edad Antigua

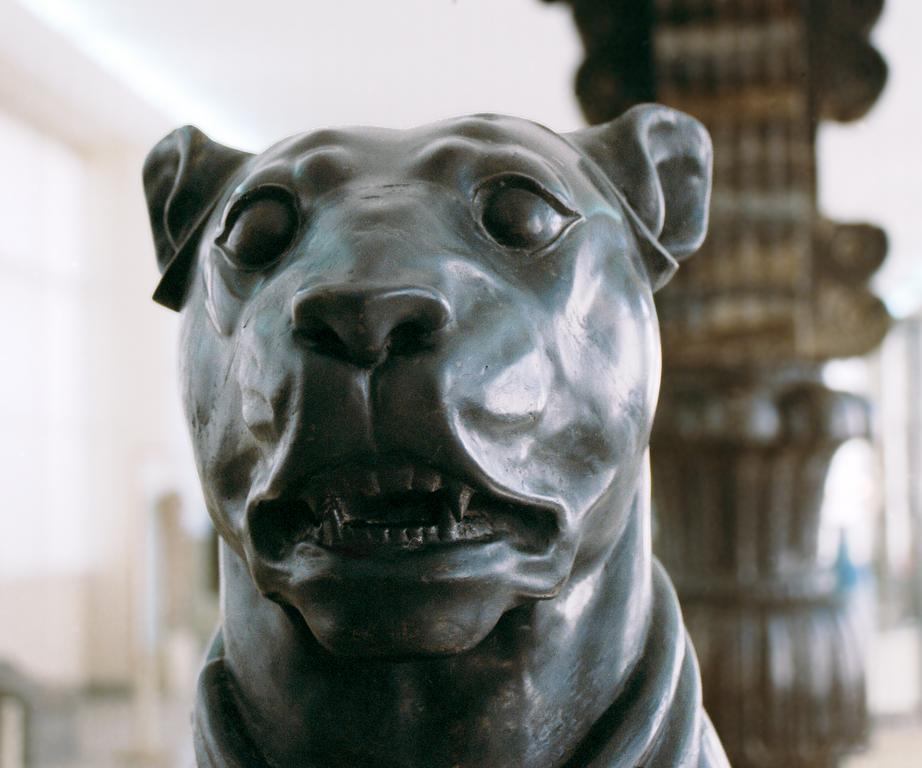
Estatua de veneración a un perro, proveniente de la torre sudeste de la Apadana, de Persépolis. La obra se caracteriza por tener un acabado y detalle excelso, remarcando cada aspecto del ser en un cuerpo escultórico.

La escultura sumeria, pionera de la Edad antigua, evita el desnudo, ya que se rige por convencionalismo social de no representar los individuos de manera uniforme, por las vestimentas se podía conocer el rango del personaje como también la jerarquía a la que pertenecía. En los grandes relieves se observa el uso del desnudo, pero solo para representar a los vencidos. Se han encontrado una gran variedad de esculturas —algunas del propio rey— de la época de Gudea, del 2144 a. C. al 2124 a. C. Sin llegar a considerarse dentro de la técnica del retrato, todas presentan unos rasgos comunes y muestran el nivel social mediante el turbante que les cubre la cabeza. Debido a la escasez de canteras, la escultura de Mesopotamia se realizó fundamentalmente con arcilla, tal y como apuntan las excavaciones de Ur (4000 a. C.); en donde se han encontrado numerosas pequeñas estatuas hechas con este material. Los sumerios desarrollaron y difundieron a otras civilizaciones el uso del ladrillo grabado con un relieve y posteriormente esmaltado. Algunos ejemplos bien representativos son los relieves que adornan los palacios, las superficies sepulcrales persas del palacio de Persépolis y el Friso de los arqueros, así como una obra en ladrillo esmaltado que se encuentra en el Palacio Real de Susa (404-359 a. C.).

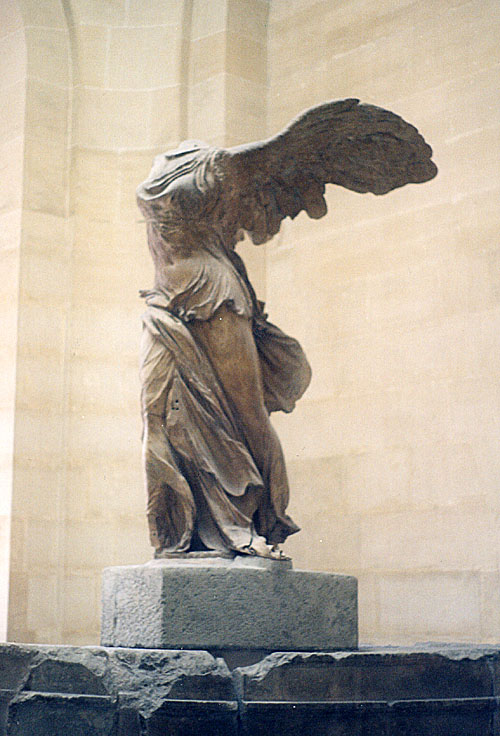
La obra conocida como Victoria alada de Samotracia, se cree que fue mandada esculpir por Demetrio Poliorcetes para conmemorar su triunfo naval en Salamina sobre la flota de Ptolomeo Sóter en el año 306 a. C., las ropas agitadas por el viento configuran el dramatismo, esta vez gozoso, tan característico de la escuela escultórica rodia, una de las más barrocas del helenismo; y fiel característica de un avance hacia el clasicismo de la escultórica griega.

En el Antiguo Egipto se emplearon materiales duraderos como la piedra. A esta civilización la caracteriza la jerarquía social establecida y una fuerte creencia religiosa en la otra vida. Como resultado, organizaron de una manera muy profesional la explotación de canteras y llegaron a realizar unas esculturas altamente perfeccionadas que permanecieron inalteradas durante muchos siglos. La escultura tallada dependía mucho del bloque cúbico del que podían disponer. En sus obras, en general, representaron las divinidades mitológicas, los faraones y de otros personajes importantes, también realizaron, sin embargo, pequeñas piezas de figuras en las que quedaban reflejados los trabajos domésticos. Muchas de estas obras se colocaban en las cámaras sepulcrales. Las estatuas que representaban a los faraones se realizaban siempre de pie, con los brazos pegados al cuerpo o apoyados en las rodillas si estaban sentados. Cuando la representación era con la familia, los dos esposos solían estar cogidos de las manos. Otros personajes muy representados eran los «escribas» que, en la mayoría de los casos, aparecían sentados en el suelo con las piernas cruzadas y con los brazos un poco separados del cuerpo, mostrando en su composición una perfecta simetría. A pesar de ello, algunas obras se caracterizaron por poseer ciertos grados de flojedad y redondez que hacía parecer una «signatura»; claro ejemplo de influencia asiria, pero también de originalidad, puesto que en la escultura egipcia tardía, las mayoría de las obras pertenecientes a esta época reflejaron el predominio de la actitud general del cuerpo como un modo de expresión, la desnudez del busto, los anchos collares extendidos sobre el cuerpo, la disposición de los cuadros del hombre, el talle y la forma de acomodar el cuerpo de manera vertical y sin despegar las manos de las cinturas.
Del arte púnico y grecopúnico se conservan multitud de estatuas, en general femeninas, y bustos de barro cocido, en conjunto con una diversidad de amuletos de marfil y de metal que se descubrieron en las necrópolis de Ibiza y Formentera. Se calcula que las más antiguas son obras del siglo VIII a. C., y que su fabricación tuvo continuidad hasta muy avanzada la dominación romana. Los íberos fueron un conjunto de pueblos que habitaron la costa oriental de la península ibérica como mínimo desde el siglo VI a. C. La escultura íbera fue una de las mejores manifestaciones artísticas de su cultura. Las obras encontradas, de piedra y bronce, provienen de tres grandes áreas: de Andalucía, del centro de la península ibérica y de la zona del Levante. En esta última se han descubierto las muestras más sobresalientes de arte ibérico en piedra, que actualmente forman parte de la colección de museos, como el famoso busto de la Dama de Elche, de inspiración griega, encontrado en la población de su nombre y que se expone en el Museo Arqueológico Nacional de España, ubicado en Madrid. La escultura antigua se encargó de fijar los detalles arquitectónicos expandiendo el detalle de la escultura a las temáticas de decoración para edificios, estableciéndose en este período las órdenes arquitectónicas que redefinirían la concepción del templo y llevando consigo una reforma de la dimensión monumental. Los materiales utilizados en ese entonces fueron desde la terracota hasta el estuco, optando por colores vivos a la hora de la decoración; tal y como las esfinges, sirenas, chacales, entre otros.  Llegando a aplicarse soluciones similares en construcciones civiles.
La estatuaria arcaica griega fue principalmente religiosa. Los templos se decoraban con imágenes de los dioses, de sus hazañas y batallas, y las figuras se alejan del realismo. Las korai o kuroi no son retratos de personas concretas; a los rostros se les añadía una sonrisa «ficticia», un gesto facial conocido en el mundo del arte como «sonrisa arcaica». El Jinete de Dipilón, una muestra simple de la modelación geométrica arcaica, perteneció a una estatua colosal (solo él mide 0,44 metros), está realizado en mármol de Paros y data del siglo VI a. C. El Jinete Rampin (c. 560 a. C.) es una obra de unos años posteriores, es de tamaño natural y presenta un tratamiento mucho más cercano al naturalismo. Son diversos los nombres registrados en la literatura antigua de los escultores del período arcaico. Datando del siglo VI a. C., los citados son Butades, siendo el primero en usar la terracota para forjar sus obras, un arte que sería perfeccionado por los etruscos por Diopos y Eugramos. Reco y su hijo Teodoro de Samos fueron acreditados por Pausanias como los inventores de la fundición del bronce, contradiciendo las fuentes modernas; en las que consideran a Glauco como el que mejoró e innovó la técnica de la soldadura y de ser Arquemo el primero en representar a Victoria y Eros. En un pasaje del siglo VI y V a. C. se vuelve importante la Escuela de Argos, con Agéladas como uno de sus exponentes, renombrado por realizar estatuas de atletas y ser el maestro de escultores como Fidias, Policleto y Mirón. En esta época también aparecen otros artistas de renombre como Antenor, a quien se le atribuye Tiranicidas y una koré preservada en Atenas.
El estilo arcaico se expandió por todo el mediterráneo e inspiró a la formación de un estilo natural para la propia cultura etrusca. China, Chipre y algunas regiones de Asia Menor se adaptaron a las producciones artísticas y escultóricas pertenecientes a la propia Grecia; creando un mercado rico que mejoraría su economía. En la península de Ítaca, abundan creaciones artísticas con terracota, usadas como decoraciones arquitectónicas. De hecho, Persia incorporó, hacia el siglo IV a. C., innovaciones de estilo con trazos griegos. El helenismo, con su historicismo y eclecticismo, dieron lugar a un resurgimiento de tradiciones escultóricas antiguas, mismas que sirvieron para forman pequeñas escuelas de escultura arcaica para un público selecto, que incluía coleccionistas romanos, dentro de los que destaca mencionar al emperador Augusto.

## Antigüedad clásica

### Grecia
Se suele fijar el período clásico de la Antigua Grecia hacia el siglo V a. C., entre el período arcaico y el período helenístico. Se ha dicho que la escultura griega alcanzó un elevado grado de perfección, calidad que venía impulsada por la búsqueda de una mejor expresión de la belleza de la figura humana, llegando a establecer un determinado canon y unas proporciones consideradas «perfectas». Desgraciadamente, el Auriga de Delfos, la pareja de los Bronces de Riace y el Dios del cabo Artemisio forman parte de las pocas esculturas griegas en bronce que se conservan completas. Tanto el escultor Policleto como Fidias y Mirón son considerados los padres del estilo clásico griego. Uno de los artistas más significativos del periodo clásico, con su magnífico Hermes con el niño Dioniso, fue Praxíteles, el cual era de la misma época que Lisipo y Escopas de Paros. Durante el período helénico observa que en la creación de esculturas hay una clara intención de intensificar el movimiento y acentuar las emociones, el mejor ejemplo es el conjunto escultórico de Laocoonte y sus hijos.
Desde el período Severo los artistas se esforzaron por la obtención de una verosimilitud en las formas escultóricas con relación al modelo vivo; procurando esa transición con tal de mantener y poder expresar las virtudes internas. Para los griegos antiguos la belleza física estaba identificada con la propia perfección moral, bajo un concepto denominado kalokagathia. Una importante contribución a esta rama fue hecha por el propio Pitágoras quien incluyó sus conocimientos matemáticos al campo de la música y la psicología; que posteriormente se aplicarían al propio arte con la inducción de «estados psicológicos y comportamientos definidos»; tiempo después influenciando al propio Platón que aplicaría esto en la estética. Años más tarde, esta importancia por la verosimilitud comenzaría a ser un tema de mayor relevancia puesto que los escultores griegos buscarían un mayor control por el acabado de los detalles y el interés de estos artistas ya no solo residió en la expresión total del cuerpo; sino que se extendió a la representación única e interesante de la indumentaria que estos tenían, con tal de recalcar el cuerpo y describir los efectos del viento con mayor fluidez y ritmo, de modo que recurrieron al uso de materiales plásticos para obtener mejores efectos de luz y sombra. Platón reafirmaría el sentido de la belleza y la virtud, al ser localizados en los sentidos físicos, evitando atribuir al escultor la capacidad de retratar la naturaleza con absoluta fidelidad, tal y como Galeno apuntaba:

No reside en la simetría de los elementos del cuerpo, pero sí en la proporción adecuada de las partes, como por ejemplo el de un dedo con el otro dedos, ambos dedos en conjunto para las manos y el pulso, estos para el antebrazo, de ahí el brazo, y el todo con el todo, así como lo especifica el canon de Policleto. Después de haber enseñado en este tratado todas las especificaciones de simetría del cuerpo, Policleto ratificó su texto como una obra, teniendo de hecho la estatua de un hombre de acuerdo a los postulados de su propio tratado, llamando en sí a la estatua, al igual que al tratado, Canon. Desde entonces todos los filósofos y doctores afirman que la belleza reside en la proporción de las partes del cuerpo.

Se podría pensar que las aportaciones de Platón pudieron resultar negativas para la propia escultura, pero no lo fue así. Desde siempre los griegos tuvieron conciencia de la imposibilidad de visualización de los dioses en su forma divina, por lo que deberían aceptar la representación de su forma parcial e incompleta. De hecho, la ambientación con árboles, piedras y otros lugares pueden ser consideradas como espectáculos de los propios dioses. La enfatización por el naturalismo en estas estatuas provocaron interesantes consecuencias. No era interesante que se reflejaran aspectos relevante como el amor o la pasión, porque incluso muchas esculturas representaran temas eróticos o sexuales. De cualquier forma la presencia de la escultura clásica fue determinante; las objeciones contra el legado del elitismo y el dogmatismo estético e ideológico que recibieron de forma creciente en tiempos recientes contribuyen para evidenciar su destacada posición y confirmar que es una fuerza activa en el centenario cultura moderno. La escultura griega se expandió por los pueblos griegos del Mediterráneo y el Mar Negro gracias a las conquistas de Alejandro Magno, dejando como legado el hecho de representar la estética, belleza y el valor del hombre por medio de modelos y prototipos ideales que, «son merecederos de aplausos y respeto», puesto que con el tiempo terminaron por inspirar obras de épocas más tardías.

Los pintores y escultores, escogieron entre las bellezas más elegantes del mundo natural, perfeccionaron la idea, e incluso sus trabajos superaron y se mantuvieron por encima de los estándares de la naturaleza [...] Esto originó la veneración y el asombro que hoy en día tenemos por los hombres y el respeto por las estatuas y pinturas, y dio como recompensa gran honra a los artistas; de ahí donde emana la gloria de Timantes, Apeles, Fidias y Lisipo, y de muchos otros renombrados por la fama, todos los que, se elevaron encima de formas humanas, y consiguieron con sus ideas y formas una representación admirable. Esta idea puede nombrarse, en sí, perfección de la naturaleza, milagro del arte, clarividencia del intelecto, ejemplo de mente, luz de imaginación, el sol naciente, que desde el este inspira a la estatua de Mirón, e inflama el dichoso monumento de Prometeo.

Entre los usos de la escultura estaba la realización de monumentos funerarios, que en general comparten las características de la escultura decorativa de los templos y edificios públicos. La tradición de la construcción de monumentos a los muertos existía desde la época arcaica, puesto que los kurós cumplían esta función. Se ha creído siempre que estos monumentos eran prerrogativa de personajes ricos. Sin embargo, este arte también se limitaba a los objetos decorativos y pequeñas estatuillas de consumo popular, representando actores especialmente cómicos, animales y tipos de personas comunes del pueblo, pero por lo general, sin mucho refinamiento técnico y que repetían toscamente los principios formales de la escultura de gran tamaño.

### Cultura etrusca
La escultura fue una de las expresiones artísticas más importantes del pueblo etrusco, un arte que tuvo su influencia y esplendor gracias a las aportaciones griegas. Desde el surgimiento o adopción de este arte en la cultura etrusca, se caracterizó por la expansión y refinamiento de la metalurgia y por un arte que empleaba a menudo motivos geométricos simples dispuestos en patrones complejos, manifiestándose en la creación de diminutas figuras de animales en bronce, pero no solo reservándose a esto, sino también empleándose el estilo en objeto como arneses para los caballos, cascos, puntas de flechas y lanzas, cántaros, pulseras, collares, así como calderos y sartenes y otros utensilios de utilidad desconocida, junto con recipientes de cerámica de todo tipo: vasijas, jarras y platos. La gran demanda que esto produjo, hizo que fuera necesaria la creación de talleres locales en los que se desarrollaban las iconografías del mundo griego oriental, dando como resultado la producción de figurillas antropomorfas, muy estilizadas y esquemáticas pero de gran vivacidad.

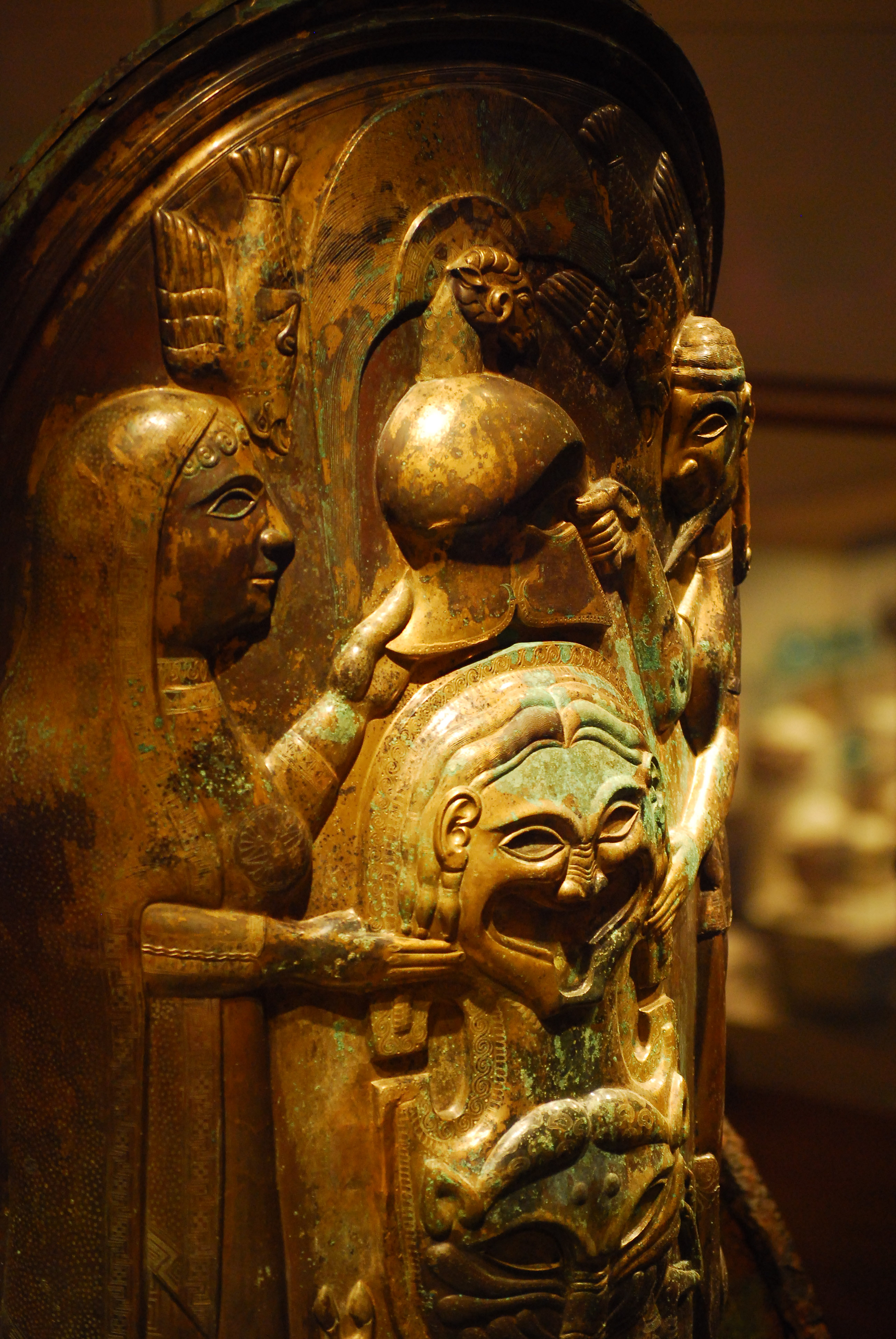
Detalle de Carro etrusco de Monteleone, claro ejemplo de la etapa arcaica de la escultura etrusca.

La escultura etrusca evolucionó, con el tiempo, adoptando también uno tono aún más maduro: las tumbas se hicieron más grandes y más complejas, con varias cámaras, pasillos y una gran cubierta abovedada en la parte superior, formada con anillos concéntricos de bloques que avanzaban gradualmente, a veces con una pilastra central que contribuía a sostener la cubierta. Los entierros eran a menudo de lujo, incluyendo una profusión de objetos tanto decorativos como sagrados, los príncipes guerreros, invertían en comprar bienes suntuarios a semejanza de las pompas y tipologías orientales. Los motivos decorativos como las hojas de palmera, el loto y el león se volvieron frecuentes, debiendo todo ello la necesidad de satisfacer los deseos de una élite que se había organizado, enriquecido y ennoblecido. Con el paso del tiempo, se optó por el uso de materiales alternativos para la construcción de templos u otras obras, mostrando diferentes divisiones en los espacios, en su distribución y diseño y con el uso de muchos detalles decorativos en terracota policromada, como frisos, acroteras, antefijas y placas con escenas narrativas o con motivos ornamentales diversos. Cambios similares se produjeron en la construcción de las tumbas, haciéndolas más complejas y mayores, con varias habitaciones decoradas de acuerdo con sus funciones como si fueran casas y decoradas con elementos escultóricos, como pedestales, columnas y capiteles, y relieves de diversos tipos.
Sin embargo, la escultura etrusca comenzó a entrar en un periodo de decadencia durante la etapa helenística. A pesar de que los sarcófagos y urnas aún continuaban siendo piezas muy decoradas, las esculturas de los muertos reflejaron un carácter aún más esquemático y genérico. La calidad de las obras durante esta etapa empezó a decaer; faltando el detalle y la belleza que tiempo antes había tenido; ejemplos importantes de esta etapa son el frontón de Talamone de Luni o El orador, una estatua en bronce exenta. A diferencia de la escultura proveniente de otras culturas, la etrusca contiene pocos ejemplos de esculturas de piedra caliza suave, alabastro o toba; e incluso el mármol, que es aún más raro de localizar. El marfil, la madera y el bronce también fueron materiales excepcionales para las grandes estatuas, siendo este último el material más privilegiado y el más usado durante los finales de la etapa escultórica helenística de la cultura etrusca; Horacio alababa sus técnicas y su estilo único.

### Imperio romano
En origen derivado de la escultura griega, principalmente a través de la herencia de la escultura etrusca, y luego directamente, por contacto con las colonias de la Magna Grecia y la propia Grecia, durante el periodo helenístico, se desarrolló, teniendo como foco central la metrópolis, entre los siglos VI a. C. y V, el arte escultórico en Roma; pero contradiciendo una creencia antigua y extendida de que los romanos eran solo meros copistas, ahora se reconoce que no solo fueron capaces de asimilar y desarrollar sus fuentes con maestría, sino también aportar una contribución original e importante a esta tradición, visible especialmente en el retrato, género en el que consiguió un gran prestigio y que dejó ejemplos singulares de gran técnica y de alta expresividad, y en la escultura decorativa de los grandes monumentos públicos, donde desarrolló un estilo narrativo de gran fuerza y carácter típicamente romano.
Durante los últimos siglos del imperio (siglo III al siglo V) se vio el nacimiento de un contexto cultural totalmente nuevo e innovador. A veces esta fase de transformación ha sido vista como una decadencia artística, pero el canon griego fue el resultado de una época y un contexto determinado, y aunque dio forma a los orígenes artísticos de Roma y a gran parte de su trayectoria, los tiempos y el territorio se habían transformado, de modo que el clasicismo estaba empezando a convertirse en una reliquia del pasado y una referencia simbólica o del historicismo en lugar de una realidad viva. Ahora Roma tenía su propia historia, y entraba en un período de intensos intercambios con grandes culturas antiguas del Oriente Próximo, cuyo cuerpo de ideas, religiones, arte y aspiraciones se volvían parte de la cultura romana. Del mismo modo, las numerosas provincias imperiales, que se extendían desde Hispania, Galia y Britania a Persia, Arabia, Cáucaso y Norte de África, desarrollaban estilos sincréticos con sus propias tradiciones locales, creando obras que fueron aceptadas tanto para la visión metropolitana como para la provincial, aunque interpretados de manera diferente para cada lugar. 
Sin embargo y a diferencia del arte escultórico en la Antigua Grecia, el prestigio de estatuas paganas continuó en alza hasta el siglo VI, ni siquiera la aparición del cristianismo y el destierro del antiguo culto por Teodosio I en 391 provocó una inmediata destrucción de las imágenes religiosas y decorativas. Prudencio, a finales del siglo IV de nuestra era, también recomendó mantener las estatuas de los ídolos paganos como «ejemplos de la capacidad de los grandes artistas, y cómo espléndido ornato de nuestras ciudades». Con todo, poco después de la política del papado y del imperio cambió, y los monumentos de la antigüedad comenzaron a ser saqueados con el fin de retirar el material para su uso en otras obras mediante el estímulo de una ola asombrosa de iconoclasta por todo el imperio que decretó la desaparición de la gran mayoría de la fabulosa colección de obras de arte acumuladas durante siglos. Los romanos fueron los primeros en estar orgullosos de florecer en la sombra de una cultura extranjera. Virgilio en su Eneida, toma las palabras de Anquises donde declara que Roma, aún por nacer, estaría en las artes y las ciencias siempre por debajo de los griegos, pero que la superaría en la guerra y en la administración pública. Sin embargo, esto no pudo impedir que sus escultores desarrollaran algunos rasgos evidentes de originalidad, reconocidos por otros críticos. De hecho, como complemento del trabajo de la talla de la piedra o el bronce fundido, el efecto final de la pieza de la escultura era modificado con la adición de policromía en la superficie, una práctica heredada de los griegos y realizada comúnmente.
Un aspecto fundamental de la escultura romana fueron los retratos; una contribución que ha madurado mucho antes que en otros tipos de esculturas, dando una total preferencia por el busto y la cabeza, que creó un enorme mercado en toda la cuenca mediterránea. De hecho, la identidad específica del sujeto, establecida por los rasgos particulares de la cabeza, era hasta ese entonces un apéndice simbólico que no podía tomarse en cuenta como parte de la integridad del cuerpo. Puesto que para algunos de los escultores la creación de las cabezas o bustos era la clave principal para la identificación, y esto se insertó como un buen concepto. Asimismo, innumerables estatuas sin cabeza que sobreviven de la antigüedad son similares a los escenarios sin actores, especialmente cuando el cuerpo fue hecho por los ayudantes con anticipación, esperando que la cabeza fuera tallada por el maestro escultor. Algunos de los retratos más importantes fueron los hechos a Marco Aurelio o Constantino el Grande; que datan de la edad de oro de la escultura romana.

## Edad Media

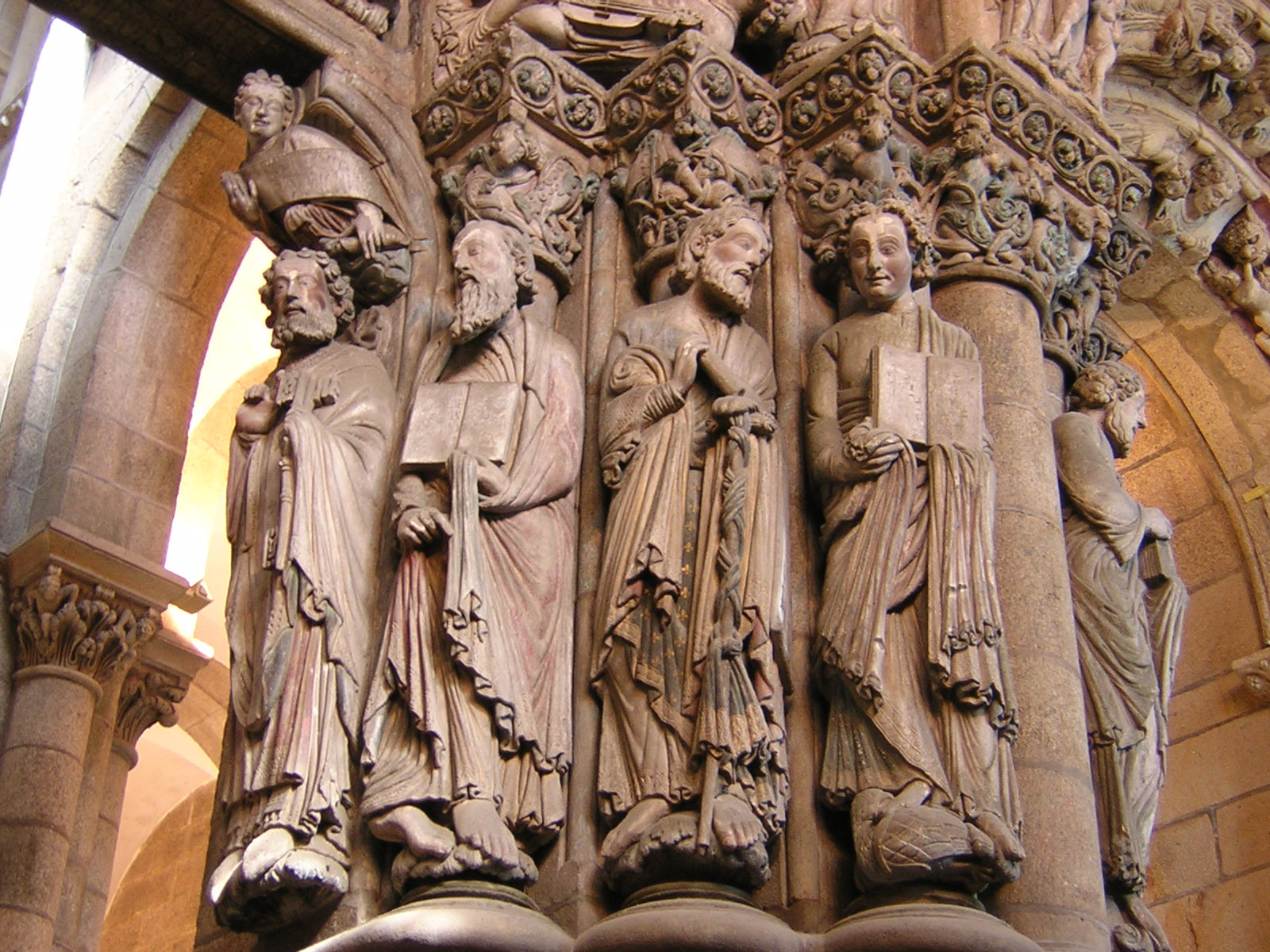
Pórtico de la Gloria de la catedral de Santiago de Compostela, del Maestro Mateo, que inicia la transición del hieratismo románico a la sensibilidad del gótico ya en la segunda mitad del siglo XII (1168 - 1188).

Las obras escultóricas más destacadas del Imperio Bizantino son los trabajos ornamentales de los capiteles, con motivos vegetales y animales enfrentados. Hay buenos ejemplos en San Vidal de Rávena o los sarcófagos de la misma ciudad donde están representados temas del Buen Pastor. Se han conservado pocas obras escultóricas exentas: las más numerosas son relieves en marfil aplicados a cofres, dípticos o la célebre Cátedra del obispo Maximiliano, una obra tallada hacia el año 550. Durante el período del arte otoniano lo que se produjeron no fueron obras de grandes dimensiones sino pequeñas esculturas en marfil y bronce en las que se añadían incrustaciones de piedras preciosas. Tal y como destacan las puertas de la iglesia de San Miguel de Hildesheim, hechas de bronce y que es una obra muy relacionada con el arte bizantino y el arte carolingio. Otro material empleado fue la madera, con la que se realizaron imágenes recubiertas de oro que se usaban como relicario, entre ellas, destaca el Crucifijo de Gero de la catedral de Colonia, una obra del siglo X realizada en madera policromada.
Durante esta etapa, además de la producción arquitectónica (las demás artes plásticas tienen un desarrollo menor al no permitirse la representación de figuras) cubre una amplia variedad de artesanías incluyendo manuscritos ilustrados, textil, cerámica, trabajo en metales y cristal, destacando enormemente las fuertes influencias clásicas y germánicas; obteniendo un arte cristiano, así como el estilo animal y el estilo polícromo. Los edificios se caracterizaron por sus macizos muros y contrafuertes para sostener una robusta bóveda de cañón, basada en el arco de medio punto. Las estructuras son de escasa altura y con pocos vanos, lo que implica una menor entrada de luz, que se intenta compensar con el abocinamiento de las arquivoltas de pórticos y ventanales. Esto añadido al soporte arquitectónico y la profusa decoración escultórica (capiteles, tímpanos), de líneas muy marcadas y colores planos, formas geometrizantes y hieráticas, convertía a los templos en verdaderos evangelios de los iletrados.

### Escultura románica
El arte románico se expandió por toda Europa entre los siglos XI y XIII. La escultura aplicada a la arquitectura fue tomando una forma más monumental bajo el impulso de una iglesia que en esa época estaba orientada, por un lado, por las directrices de la Orden de Cluny y, por otro, por el incremento de las rutas de peregrinaje, principalmente las de la Catedral de Santiago de Compostela o la abadía de Santa Fe de Concas. Varias partes de las iglesias —tímpanos, portadas y capiteles con historias sobre temas bíblicos— eran tratadas por los escultores con un gran realismo. El Maiestas Domini y el Juicio Final fueron los temas iconográficos más representados. Dejando de lado los relicarios chapados con metales, el material más empleado fue la madera, que era usada para la elaboración de imágenes de devoción. Las «madres de Dios con el niño» fueron muy representadas por toda Cataluña y por el sur de Francia aunque, en cuanto al valor iconográfico, la imagen más importante del románico fue el Cristo Majestad. Entre los numerosos ejemplos destacan el Cristo que hay en Santa Faz de Lucca, el de la Catedral de Milán, el Cristo de Mijaran y la Majestad de Batlló.
En tanto, la aplicación escultórica a la arquitectura se ejecutó en la parte delantera de las fachadas, especialmente en las portadas de los templos. Se utilizó el relevo como la mejor técnica para la narración de escenas impresionantes, donde el volumen ayudaba a crear una mayor sensación de realismo que las simples superficies pintadas, retratando escenas como la Visión del Apocalipsis y esculpiendo en cada una el espíritu del concepto de Dios vengativo presente en el Antiguo Testamento, también se llenaron no solo de figuras bíblicas como los evangelistas, apóstoles y ángeles, sino con series de criaturas monstruosas, que ante su visión no olvidaban: demonios y criaturas compuestas de cuerpos desproporcionados y horribles que daban temor de la tortura del infierno. La escultura pequeña existía también, pero en número reducido, realizada en marfil o madera, y podía estar cubierta de oro o de plata (crucifijos y pequeñas imágenes). La obra en bronce fue de especial importancia en las piezas litúrgicas, las puertas de las iglesias, pilas bautismales y lápidas de tumbas. Para la parte superior de las tumbas, una nueva tipología se fue extendiendo desde el norte de Francia a mediados del siglo XII: la aplicación de la figura del difunto sobre el ataúd en posición yacente. Una de las primeras tumbas con la efigie del difunto con carácter románico fue la del abad Isarn de la abadía de San Víctor de Marsella.

### Escultura gótica
El período entre los siglos XIII y XV fue escenario de un importante desarrollo económico en toda la Europa occidental. Aunque la escultura sigue enmarcada dentro de los grandes edificios religiosos, las formas son mucho más naturales y también se aplica en sepulcros, sillerías del coro y retablos. Las portadas presentan santos o apóstoles con un carácter casi exento, con formas más dinámicas y alargadas, y quedan ubicados bajo doseles que presentan pináculos. La puerta de la Catedral de Chartres (1145) es uno de los primeros ejemplos de escultura gótica: están representados animales fabulosos que dan forma a las gárgolas, recurso con el que el artista consiguió un gran efecto plástico.

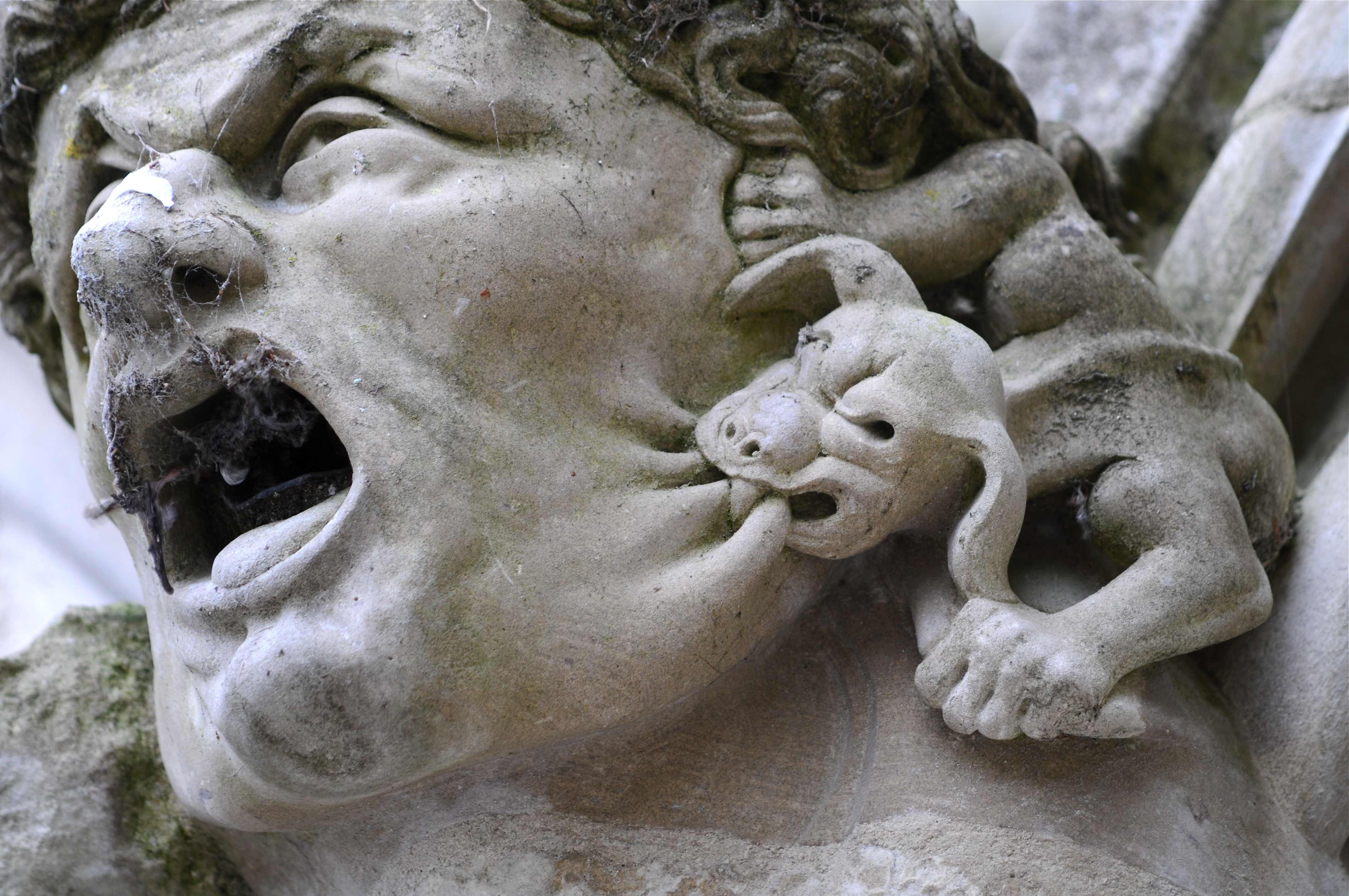
Claro ejemplar de una gárgola, localizada en la Catedral de Lincoln, Inglaterra, y que data de entre 1185 y 1311. Un dato curioso de este tipo de esculturas es que se utilizaron para el desagüe de los tejados, además de representar un estilo vanguardista y descomunal en el período gótico. De igual forma, cabe destacar que era una especie de espantapájaros usado para alejar los espíritus malignos.

La escultura gótica se conformó de cuatro períodos; el primero, el gótico primitivo se mantuvo esencialmente como un fenómeno francés, concentrado en la región de París, y el primer edificio importante que incorporó esculturas fue la Basílica de Saint-Denis. Entre 1137 y 1144, Suger, su abad, impulsó la reforma de un edificio románico existente y lo decoró con una gran riqueza. Saint-Denis es especialmente importante porque es la necrópolis de los reyes de Francia, es un monumento de la dinastía carolingia y, al mismo tiempo, se convirtió en el símbolo de la consolidación de la monarquía francesa, un proceso en el que Suger tuvo un destacado papel en su calidad de consejero del rey y regente de Francia durante la Segunda Cruzada. El estilo original se transformó impulsado por el creciente interés por el naturalismo, dando paso a la segunda etapa de la evolución del gótico, llamada Alto gótico. En esta transición tuvieron un papel importante los artistas del valle del Mosa, y de forma especial Nicolás de Verdún y Renier de Huy, los primeros grandes maestros de la historia de la escultura gótica, que destacaron por sus trabajos de orfebrería y bronce. El llamado gótico internacional comprende el periodo entre mediados del siglo XIV hasta mediados del siglo XV, con su punto álgido hacia el año 1400, que fue cuando el estilo se convirtió en la lengua vehicular del arte europeo, con un gran movimiento de artistas y de intercambios entre las escuelas regionales. Pero cuando se habla de internacional no implica que el estilo se convirtiera en homogéneo. Por el contrario, la aparición de grandes centros urbanos en varios países, todos con tradiciones propias, generó un panorama de gran diversidad, además, la existencia de clientes ricos permitió el cultivo de una amplia gama de nuevas posibilidades artísticas. El gótico tardío es la fase final del estilo gótico, pero no fue una etapa de decadencia. La transición se produjo de una manera suave y gradual, y fue en esta etapa cuando se realizan algunas de las obras góticas más ricas y complejas. Finalmente el estilo desaparece para dejar paso al renacimiento y al manierismo. El gótico tardío se desarrolla aproximadamente entre mediados del siglo XV y mediados del XVI, y, en relación al naturalismo y el internacionalismo, representa el coronamiento de lo conseguido en la fase anterior. Otra tendencia evidente del periodo fue desarrollar un gusto por la complejo y máxima sofisticación, la cual es notable y evidente en los grandes retablos con varias escenas yuxtapuestas, que sustituyeron a las portadas de la fachada, como forma de ilustración didáctica de la doctrina en un gran panel narrativo, la propia estructura de los retablos, que enmarcaban las escenas en estructuras arquitectónicas, a menudo recordando una fachada de iglesia. La mayor parte de los retablos poseían paneles desplegables ubicados en los laterales, que se abrían en las grandes solemnidades religiosas, junto a la representación de Cristo, los ángeles y los santos, estaban también las figuras del pueblo y de la jerarquía civil.
Otros claros y notables ejemplos de este estilo son las obras de Aloi de Montbrai, quien realizó el Retablo de los Sastres de la Catedral de Tarragona y Pere Moragues, quien esculpió el sepulcro de Fernández de Luna, pieza que se encuentra en la Catedral de San Salvador de Zaragoza. También cabe destacar el relieve de San Jorge del Palacio de la Generalidad de Cataluña, ejecutado por Pedro Juan. El flamenco Claus Sluter dejó una de sus mejores obras en la cartuja de Champmol, situada cerca de Dijon (Francia), donde además de la portada realizó el pedestal del pozo hexagonal del claustro, conocido como el Pozo de Moisés. En Italia, en Pisa y Siena los escultores Nicola Pisano y su hijo Giovanni Pisano dejaron obras de gran calidad en las que anuncian el paso hacia una nuevo tipo de escultura.

## Edad Moderna
Hay disparidad de criterios para fijar el inicio de la edad moderna: algunos autores la relacionan con la caída de Constantinopla (1453), y otros la sitúan en el año del descubrimiento de América (1492). Hay más consenso con la fecha de finalización, la que vendría dada por el estallido de la Revolución Francesa (1789). Los historiadores de arte consideran que la escultura renacentista se inició con el concurso convocado el año 1401 para realizar las puertas del Baptisterio de San Juan de la ciudad de Florencia, una prueba en la que se presentaron los escultores Filippo Brunelleschi y Lorenzo Ghiberti. Por eso, deben tomarse todas estas fechas con un criterio más bien pedagógico. La edad moderna transcurre más o menos desde mediados del siglo XV a finales del siglo XVIII.

### Renacimiento
La nueva forma artística del Renacimiento plantaba raíces en la escultura de la antigüedad clásica, buscando una total exaltación de la belleza. La matemática se convirtió en su principal ayuda, aplicando a todas las artes determinados principios y leyes como, por ejemplo, la perspectiva. Surgieron grandes mecenas como los Médicis de Florencia y los papas de Roma, así como varios cardenales, príncipes y también gremios. En esta época la escultura que se produjo prácticamente quedó liberada del marco arquitectónico, y los personajes mostraban expresiones llenas de dramatismo: transmitían la sensación de una gran terribilità.
Nicola Pisano alrededor del 1260 esculpió un púlpito para el Baptisterio de Pisa que es considerada la manifestación precursora del Renacimiento en la escultura. En contraste con este acontecimiento, su hijo Giovanni Pisano acarrearía un estilo aún más maduro y dominaría la escena en Florencia durante el primer tercio del siglo, y se volvería uno de los introductores del nuevo género, el de los cruxifixi dolorosi, de gran dramatismo y que fijarían una larga influencia. Su talento versátil daría origen a otras obras de suma elegancia y austeridad, como el retrato de Enrico Scrovegni. Este etapa también mezcló los elementos góticos, dándole un nuevo sentido a la percepción y el espacio. Contemporáneos como Tino di Camaino continuaron con la misma línea de trabajo, siendo esto característico durante la etapa del Trecento. A mediados del siglo Andrea Pisano se volvería uno de los principales escultores de Italia, autor de los relevos de la puerta sur del Baptisterio de Florencia y siendo nombrado el arquitecto de la Catedral de Orvieto. Fue maestre de Orcagna y Giovanni di Balducci, autor de un complejo monumento funerario en la Capela Portinari de Milán.
A pesar de los avances de los maestres del Trecento, su trabajo aún seguía reflejando la fricción entre las tendencias antiguas y modernas, así como la clara influencia de los elementos góticos. Para finales del Trecento, surgió en Florencia la figura de  Lorenzo Ghiberti, autor de relevos en el Baptisterio de San Juan, donde los modelos clásicos fueron recuperados por completo. Posteriormente Donatello comenzó los avances en varios frentes. En sus obras principales figuran estatuas de los profetas del Antiguo Testamento. De ellos, quizá Habacuc sea la más impresionante, una imagen cuyo porte recuerda la imagen de un romano con su toga, la cual fue extraída directamente de los retrato de la República de Roma. Innovó también la estatuaria ecuestre, creando el monumento a Gattamelata, la obra más importante en su género desde la hecha a Marco Aurelio; destacando en cada una de sus obras una imagen de austeridad y transfiguración, reintroduciendo las esquemáticas del helenismo.
En la generación siguiente, Verrocchio se destaca por la teatralidad y el dinamismo de sus composiciones. Su Cristo y Santo Tomás contienen gran realismo y poesía. Creó Un joven con un delfín para la fuente de Neptuno en Florencia, que es el prototipo de la figura serpentinata, que sería el modelo formal más prestigioso para el Manierismo y el Barroco. Su obra más importante, el monumento ecuestre a Bartolommeo Colleoni es una expresión de poder y fuerza aún más impresionante que el Gattamelata. Desiderio da Settignano y Antonio Rosselino también crearon obras de renombre. Florencia continuó siendo el centro de la evolución hasta la aparición del Michelangelo, que trabajó en Roma para los papas —y también en Florencia paralos Médici— y fue el mayor nombre de la escultura desde el Alto Renacimiento hasta mediados del Cinquecento. Su obra pasó del clasicismo puro del David, del Baco, y llegó al Manierismo, expresado en obras vehementos como Los esclavos, el Moisés, y los frescos hechos en la Capilla Sixtina. Artistas como Baccio Bandinelli, Agostino di Duccio y Tullio Lombardo también dejaron obras de gran maestrías, como el Adán de este último. El ciclo renacentista fue cerrado por Giambologna, Francesco da Sangallo, Jacopo Sansovino y Benvenuto Cellini, con un estilo que poseía un mayor dinamismo y expresividad, notable en Rapto de las Sabinas, de Giambologna. Artistas importantes en otros países de Europa iniciaron a trabajar en las mismas líneas claramente italianas, como Adriaen de Vries en el norte y Germain Pilon en Francia, la difusión del estilo italiano por una extensa zona geográfica dio lugar a varias fórmulas sincréticas con las escuelas regionales.

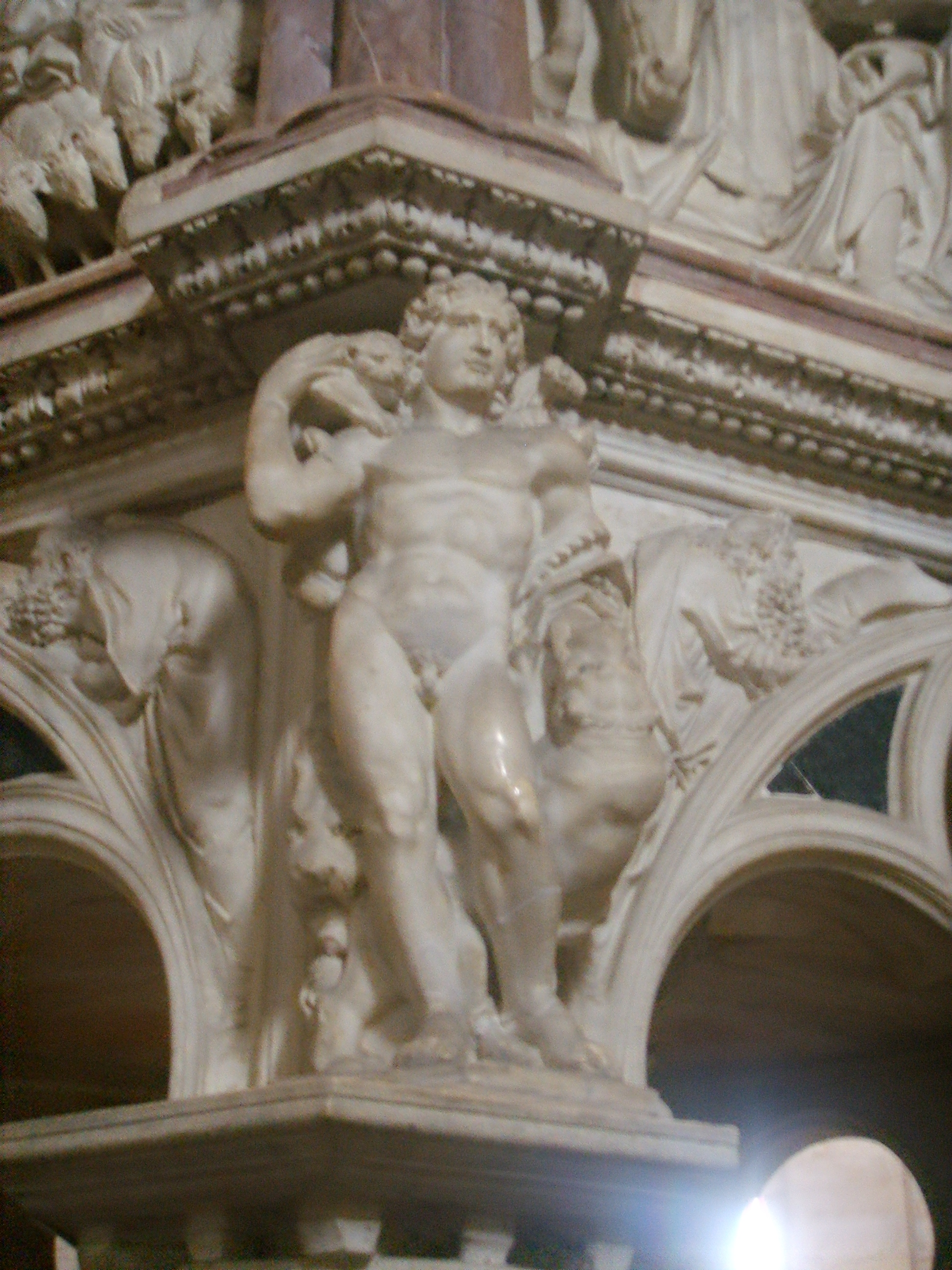
Nicola Pisano: Adán, púlpito del Baptisterio de Pisa.
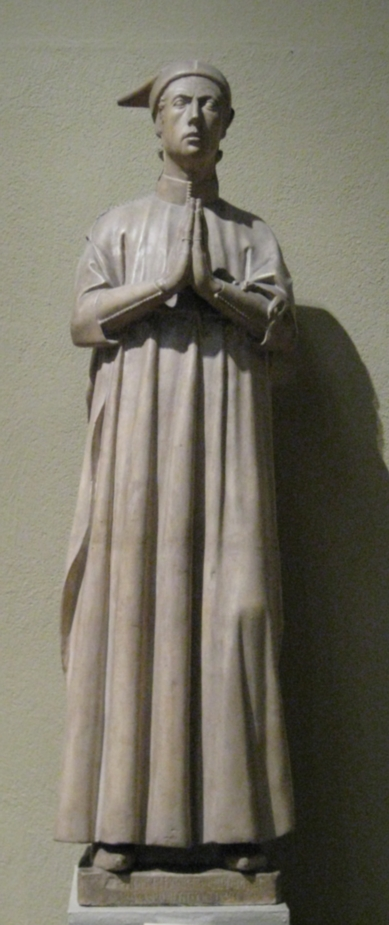
Giovanni Pisano: Retrato de Enrico Scrovegni, Capilla Scrovegni, (Copia del Museo Pushkin)
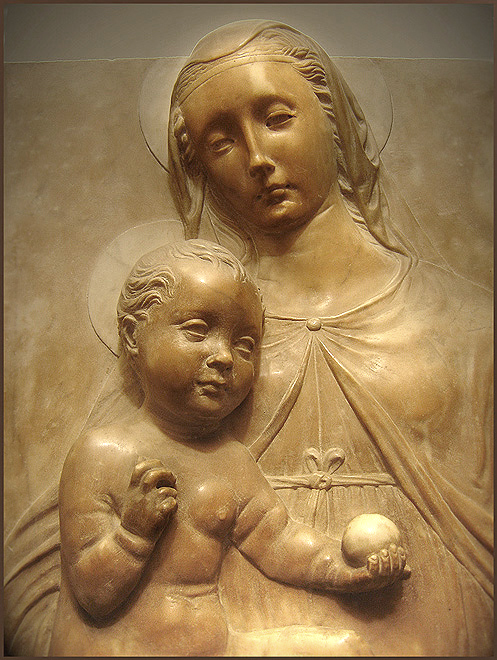
Agostino di Duccio: Madonna, siglo XV. Museo dell'Opera di Santa Maria del Fiore
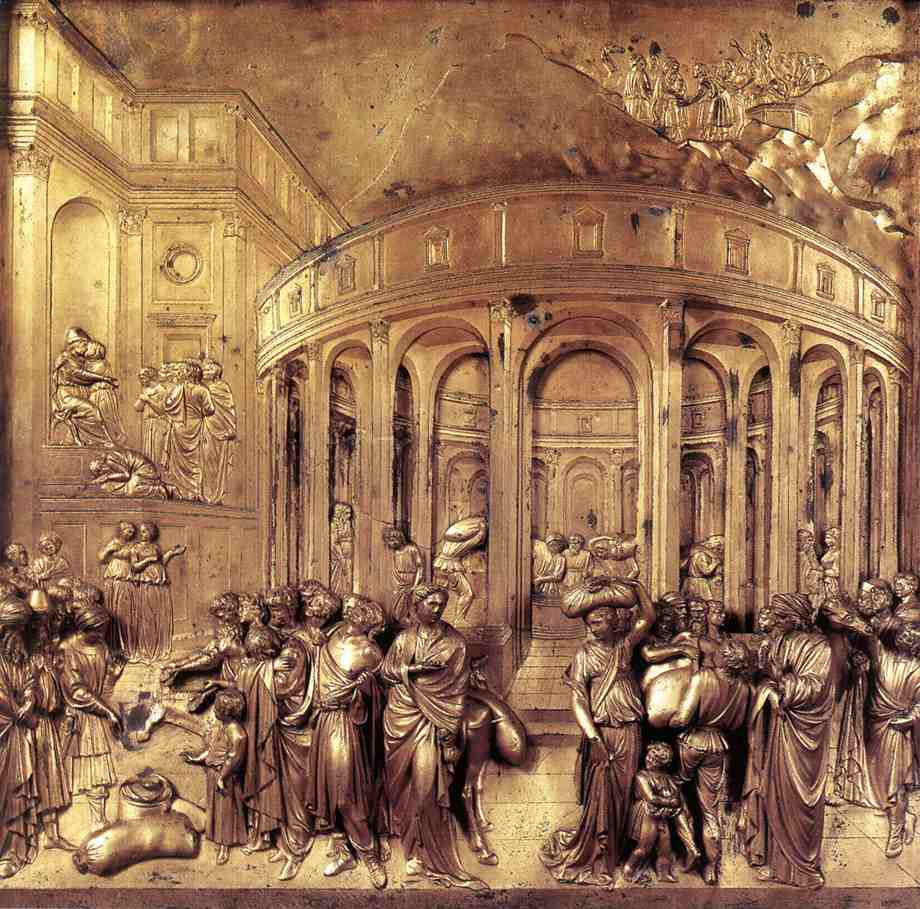
Ghiberti: La historia de José, panel de la Puerta del Paraíso, Baptisterio de San Juan.

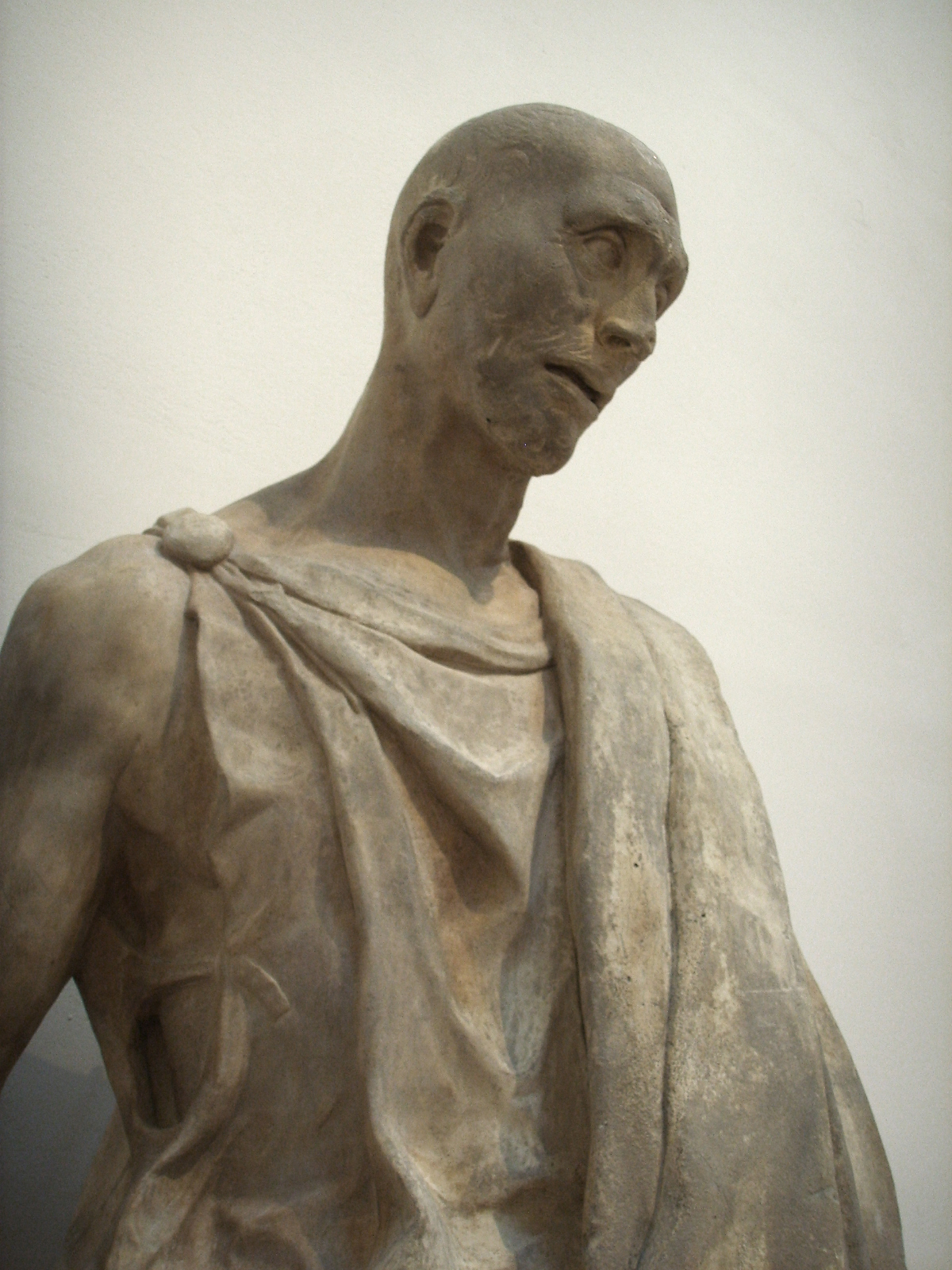
Donatello: Habacuc. Museo dell'Opera del Duomo.
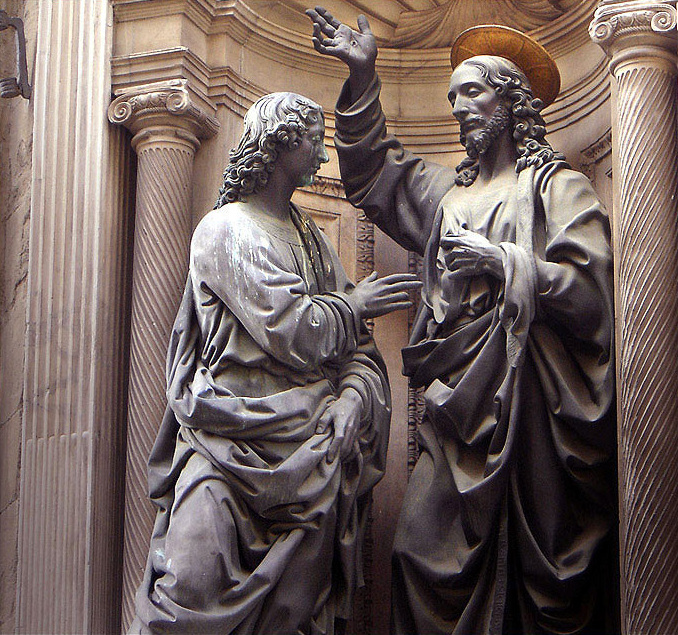
Verrocchio: San Tomás y Cristo, 1466-83, Orsanmichele, Florencia.
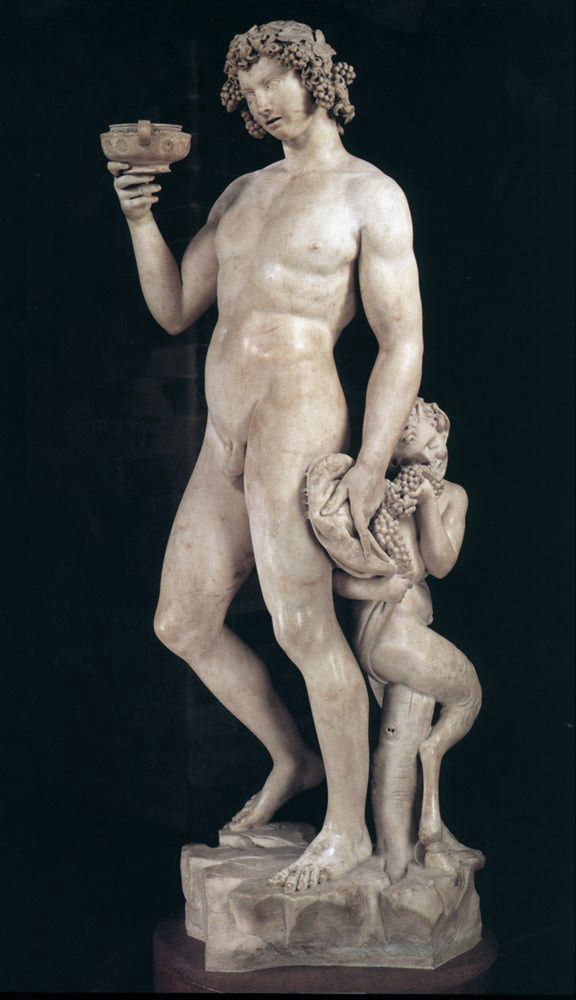
Michelangelo: Baco, Museo del Bargello.
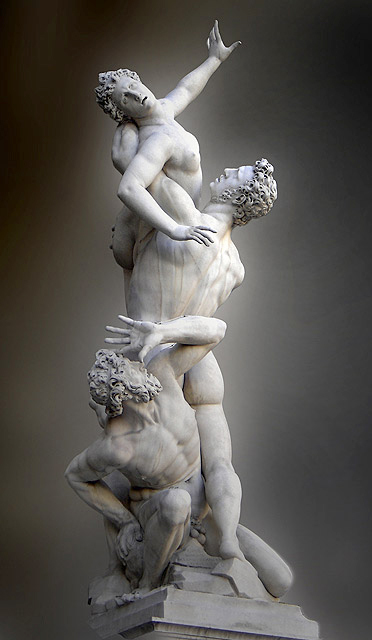
Giambologna: El rapto de las Sabinas, 1581-82. Loggia dei Lanzi, Florencia.

### Manierismo y Barroco
La escultura del Manierismo tuvo sus precursores en Michelangelo, Jacopo Sansovino y Benvenuto Cellini. El estilo es tipificado por un modelo formal predominante, la figura serpentinata, una forma básicamente espiral que tiene su obra prima en el Rapto de las Sabinas, de Giambologna. La idea no era nueva, puesto que se remonta a los antiguos griegos, considerando una línea devanada como el mejor vínculo para la expresión del movimiento, inspirando en la forma en que el fuego crepita y mantiene su versatilidad. En el Alto Renacimiento, este concepto fue remontado por Leonardo da Vinci y Michelangelo, que lo tranferirían hacia la figura humana, considerando que en torsión esta poseía más gracia y belleza. El término fue usado por primera vez por Lomazzo al analizar la producción de Michelangelo en el terreno escultórico. El escultor cierta vez declaró que una buena composición debería ser piramidal y serpentinada, como el aspecto de llamas en pleno incendio, acreditándose que esta forma apenas podría ser considerado como un tipo de belleza. Con ello, el modelo se multiplica en las esculturas de la época, adaptándose a la pintura y la arquitectura, en este caso las escaleras en espiral se volvieron un tanto comunes. La figura serpentinata estaba acarreada de simbología. En tanto las espirales simples, en un único sentido, era una imagen de eternidad, trascendencia, de los ciclos y la metamorfosis; la doble espiral en su caso, con dos sentidos, era su opuesto, y significaba la mortalidad y el conflicto.
Las artes ornamentales, durante el Manierismo, continuaron en gran evolución, siguiendo la idea de Alberti; donde constituía «una forma de luz auxiliar y como complemento de belleza», modificando el concepto de que la belleza es abstracta, en tanto el ornamento es material, estableciendo así un punto imprescindible entre la idea y el fenómeno, entre la belleza y las imperfecciones de la materia. En este sentido, la escultura también se aplica a una enorme cantidad de retábulos, púlpitos, altares y otros elementos decorativos de las iglesias, a los frisos y estucos de los edificios profanos, y también en la joyería. Merece especial atención en España el denominado estilo plateresco de la escultura y decoración arquitectónica, que dejó obras de extraordinaria riqueza y carácter monumental. De los escultores del Manierismo se citan algunos de los más conocidos: Michelangelo en su fase final, Benvenuto Cellini, Bartolomeo Ammannati y Giambologna en Italia; Jean Goujon, Francesco Primaticcio, Pierre Franqueville y Germain Pilon en Francia; Alonso Berruguete, Juan de Juni y Diego de Siloé en España, y Adriaen de Vries en el norte.

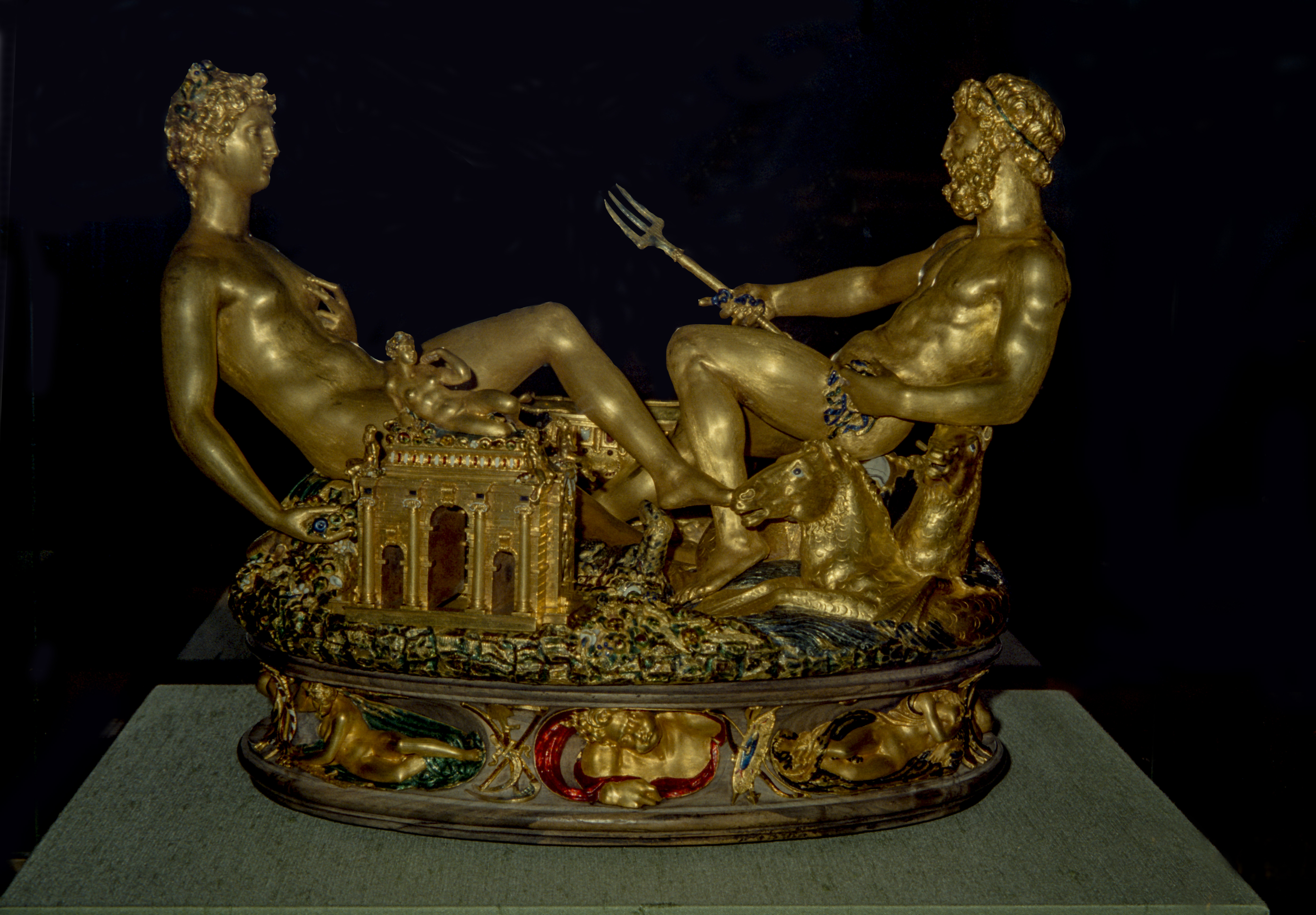
Benvenuto Cellini: Saleiro de Francisco I, 1540-1543. Kunsthistorisches Museum.
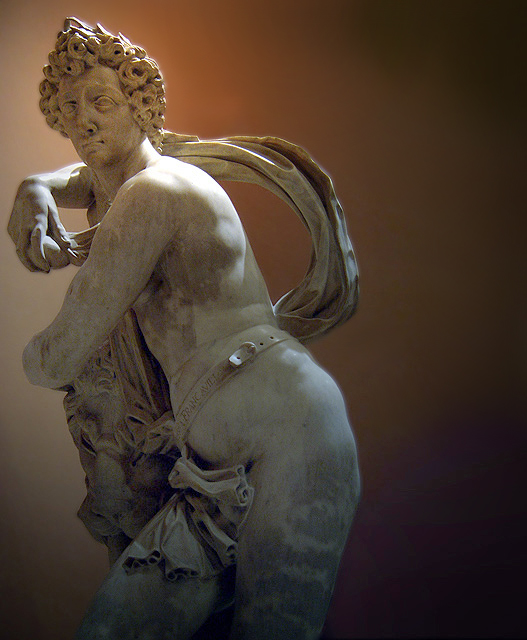
Pierre Franqueville: David vencedor de Goliat, Louvre.
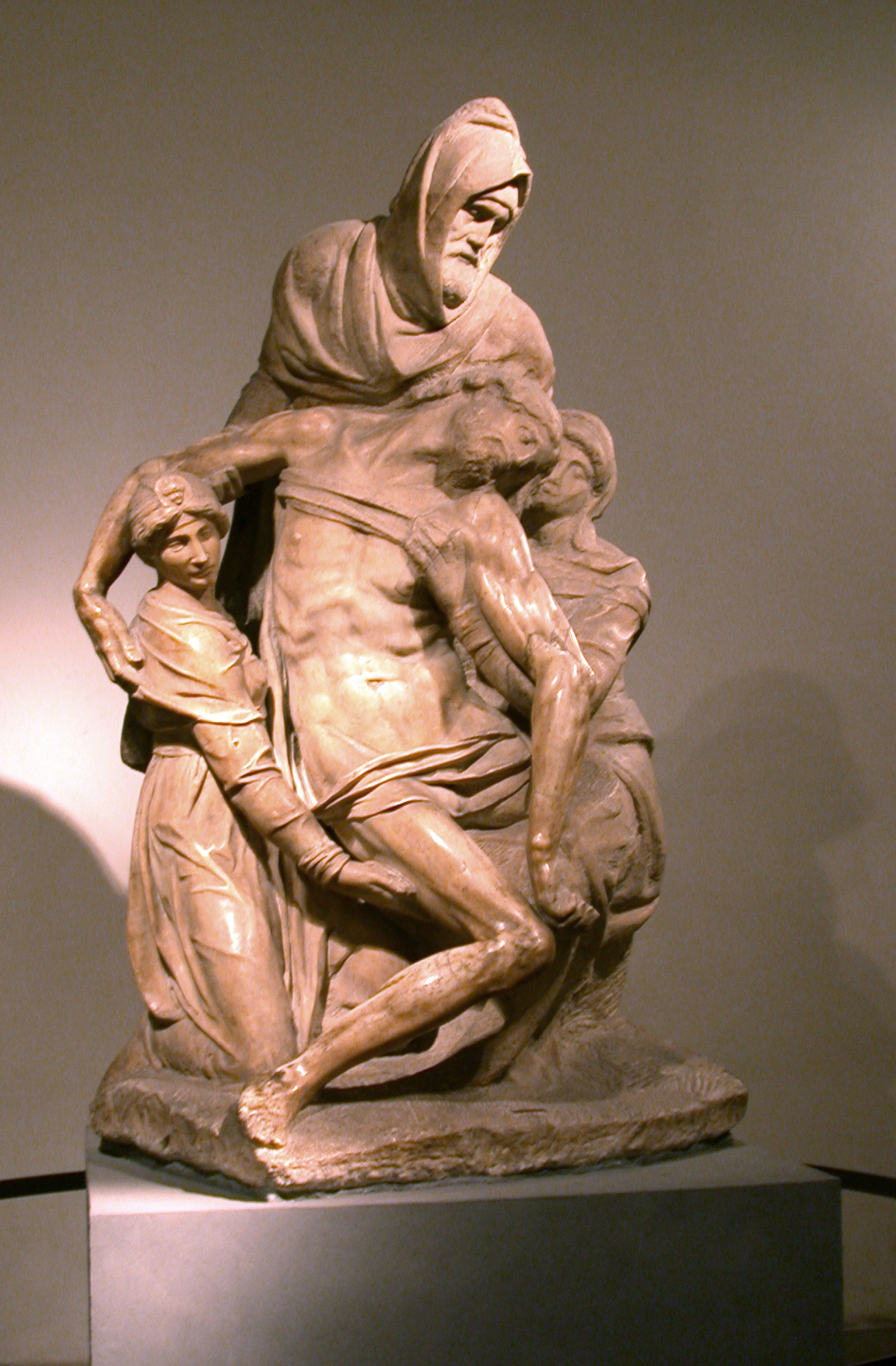
Michelangelo: Piedad de Florencia, 1550. Museo dell'Opera del Duomo.
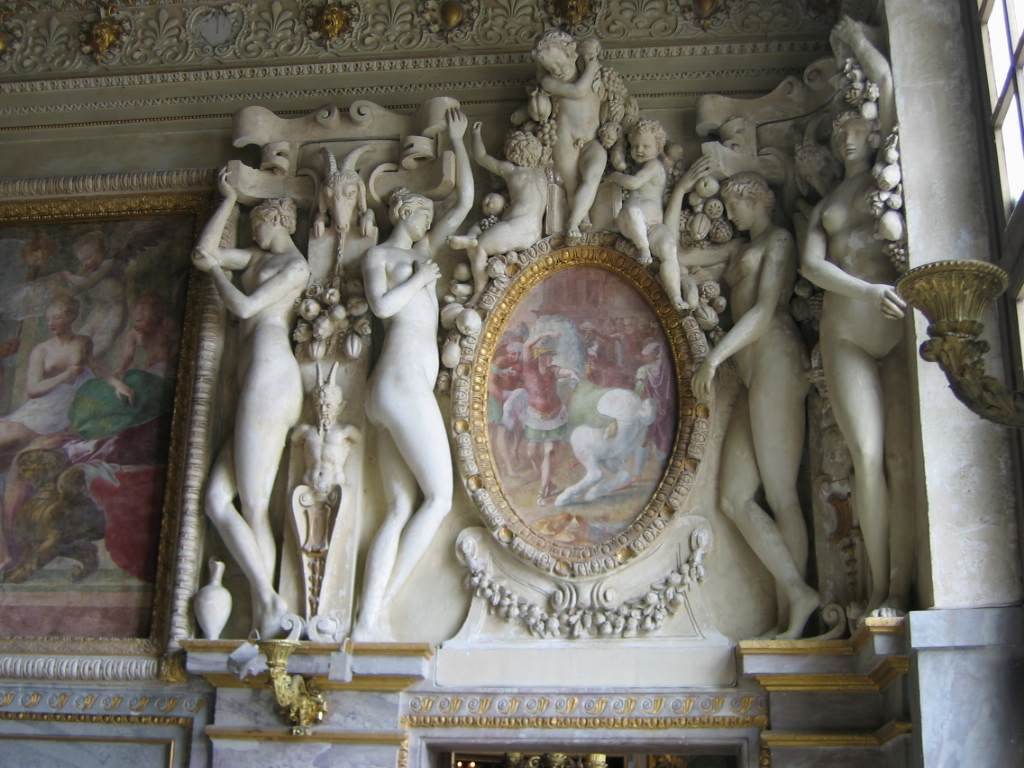
Francesco Primaticcio: Relevos de la Escalera del Rey en el Palacio de Fontainebleau.
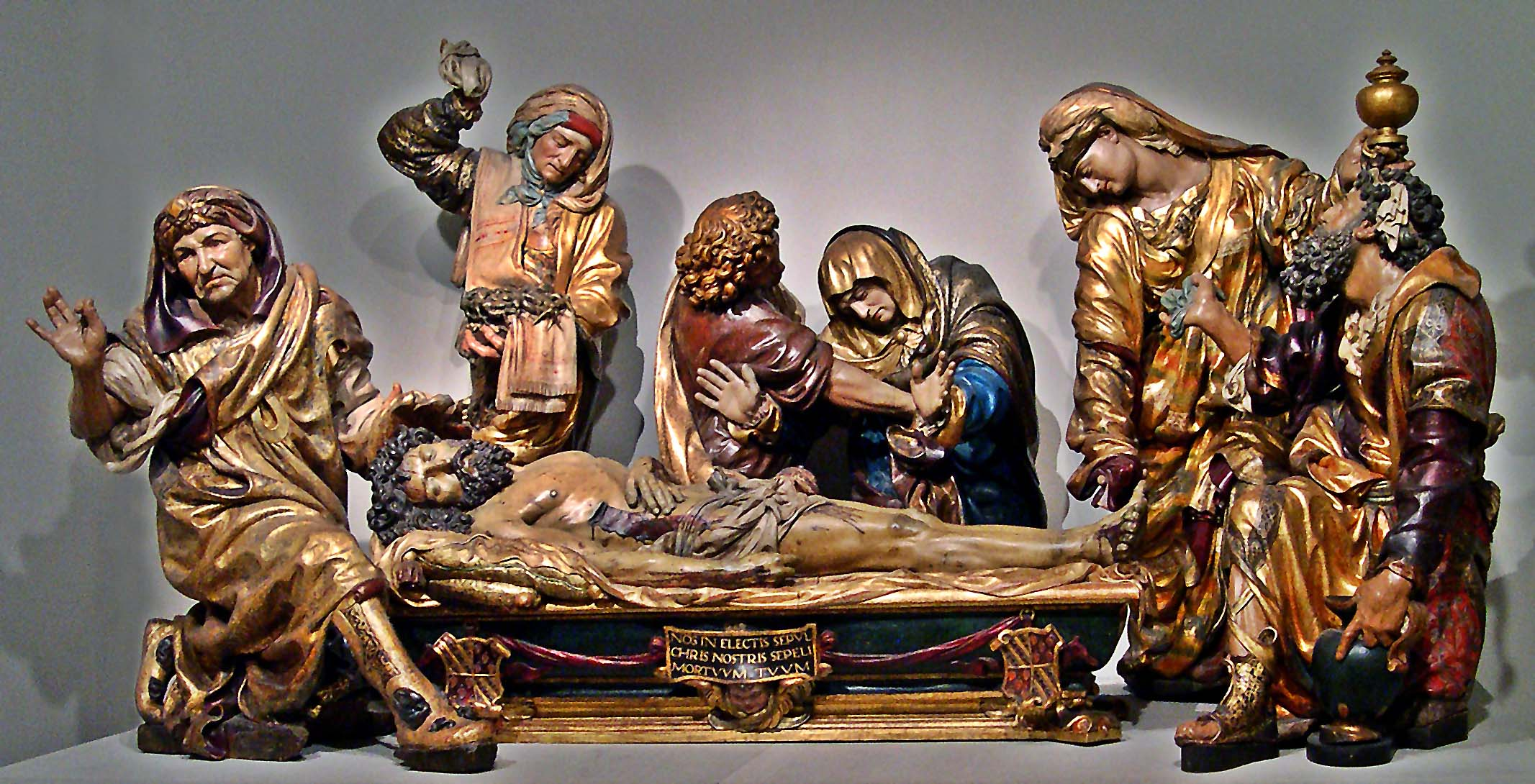
Juan de Juni: El santo entierro, Museo Nacional de Escultura de Valladolid.
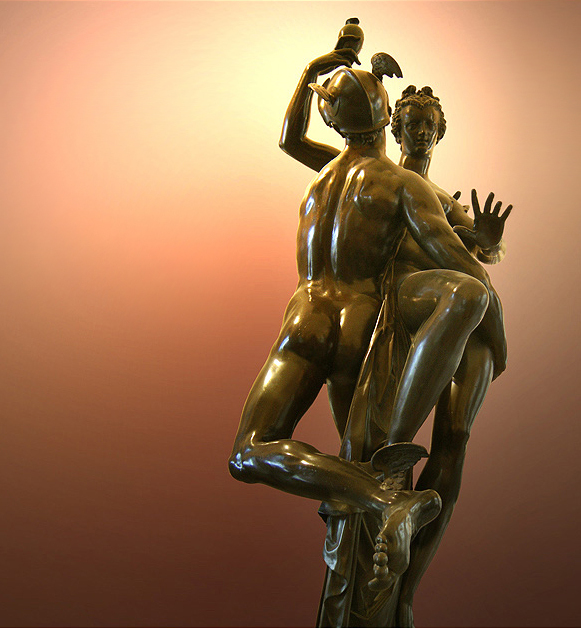
Adriaen de Vries: Mercurio acarreando a Psiquê hacia el Olimpo, 1593. Louvre
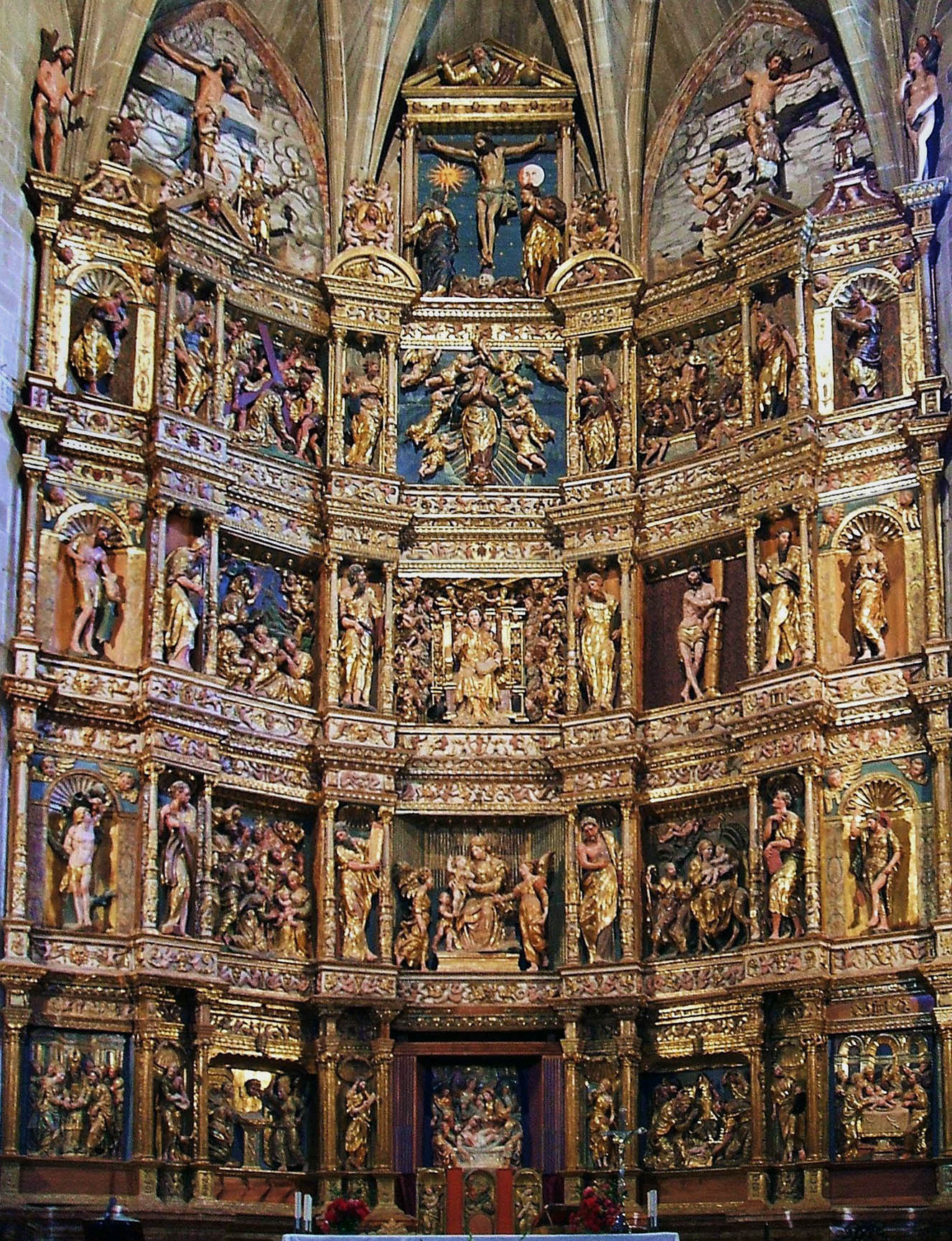
Juan de Beaugrant: Retablo de la Iglesia de Santa María Mayor.

La contrarreforma dio una especial atención a la imagen sacra, una antigua tradición que afirmaba que las imágenes de santos, pintadas o esculpidas, eran intermediarias para la comunicación de los hombres con el mundo espiritual. San Juan de la Cruz afirmaba que había una relación recíproca entre Dios y los fieles que era mediada por las imágenes, posición apoyada por otros religiosos católicos como San Carlos Borromeo y Roberto Bellarmino quienes reiteraban la importancia de este culto, que había sido negado y criticado por los protestantes, lo que desencadenó grandes movimientos iconoclastas en varias regiones protestantes que provocaron la destrucción de innumerables obras de arte. Por tanto, la imagen sacra volvió a ser vista como un elemento central en el culto católico, como un conjunto de instrumentos usados por la iglesia para invocar emociones específicas en los fieles y les concendía la meditación espiritual. En un tratado teórico sobre el tema, Gabriele Paleotti las defendió a partir de la idea de que estas ofrecerían para el fiel pagano una especie de biblia visual, la Biblia pauperum, enfatizando su función pedagógica y su paralelo como el sermón verbal. También consideró la función de la excitatio, la posibilidad de jugar con la imaginación y las emociones de las personas, transfiriendo al arte sacra la tipología de la retórica. Las imágenes deberían de cumplir el requisito de ser instructivas y moralmente ejemplares para los fieles, buscando también la persuasión. A través de la transmisión «correcta» de fe a los fieles, el artista adquiría el papel teologizante, volviendo también al espectador en movimiento por la iglesia parte del paisaje de este «teatro de la fe». Tal y como afirma Jens Baumgarten:

El teorema jesuítico postridentino y su nueva concepción de la imagen en sí, los modelos romanos, la representación del poder y la liturgia se encuentran fundadas en una síntesis. Sin la imagen perfecta no hay fe correcta. El nuevo énfasis dado a las imágenes se une a una nueva visión de la sociedad. Los cambios ocurridos hasta 1600 llevaríam a la construcción de una nueva perspectiva eclesiástica e iconográfica que acabó desembocando en el ilusionismo perspectivista, uniendo elementos de emocionalidad irracional con las transformaciones plásticas de conceptos teológicos intransigentes.

Durante estos años, la escultura decayó en desarrollar un género de composición grupal denominado «sacro monte», concebido por la propia iglesia y rápidamente difundido en otros países. Tratándose de un arte que intentaba reproducir la Pasión de Cristo y otras escenas piadosas, con figuras policromas en actos tanto realistas como dramáticos y destinados a conmover al público. Dando paso a una conceptualización meramente teatral, de modo que este instrumento pegagógio católico formaba parte de la construcción de escenarios que proporcionasen una mayor ilusión de la realidad. Estas obras se crearon con tal de ser transportadas y trasladadas, dando origen a una nueva categoría escultórica, la de las estatuas de roca en madera. Con tal de aumentar el efecto mimético muchas poseían miembros articulados, para que se fuesen manipuladas como marionetas, asumiendo así una gestualidad eficiente y evocativa, variando de acuerdo con el progreso de la acción escénica.Prendas recibidas que imitaban los de las personas, y la pintura que se parecían a la carne humana. Y para los ojos más grande ilusión podrían ser de vidrio o cristal, pelucas naturales, lágrimas brillantes de resina, dientes y uñas de marfil o de hueso, y la preciosidad de la sangre de las heridas de los mártires y el Cristo azotado podría ser enfatizado con aplicación de rubíes. Así, nada mejor para coronar la participación del público devoto en la re-creación de la realidad mística de permitir que la acción desenrolasse espacio abierto, en la procesión, donde el movimiento físico de los fieles a lo largo de la ruta de acceso podría proporcionar la estimulación de la persona como en su conjunto, a diferencia de la contemplación estática antes de una imagen en un altar. Cuando la "colina sagrada" se debe tomar a la calle, fue por lo general simplificado a una sugerencia de la roca o en una cueva. Como ocasión, la cueva o roca podrían representar el monte Sinaí, el Monte Tabor, el Monte de los Olivos, la Gruta de la Natividad, la Tentación roca de Cristo o de otros lugares impregnados de sentido. A veces, el paisaje rocoso fue sustituido por otro de arquitectura, sobre todo después de la obra de Andrea Pozzo, la perspectiva arquitectónica ilusionista codificador que fue ampliamente utilizado en la decoración de las iglesias católicas. Con los mismos fines prácticos, para aliviar el peso del conjunto, las imágenes fueron talladas solo parcialmente terminado solo en las partes que deben ser vistos por el público, como las manos, la cabeza y los pies, y el resto del cuerpo consistía en una estructura simple listón o marco hueco cubierto por tela de la ropa.
```
Recebiam roupagens que imitavam as de pessoas vivas, e pintura que assemelhava à carne humana. E para maior ilusão seus olhos podiam ser de 

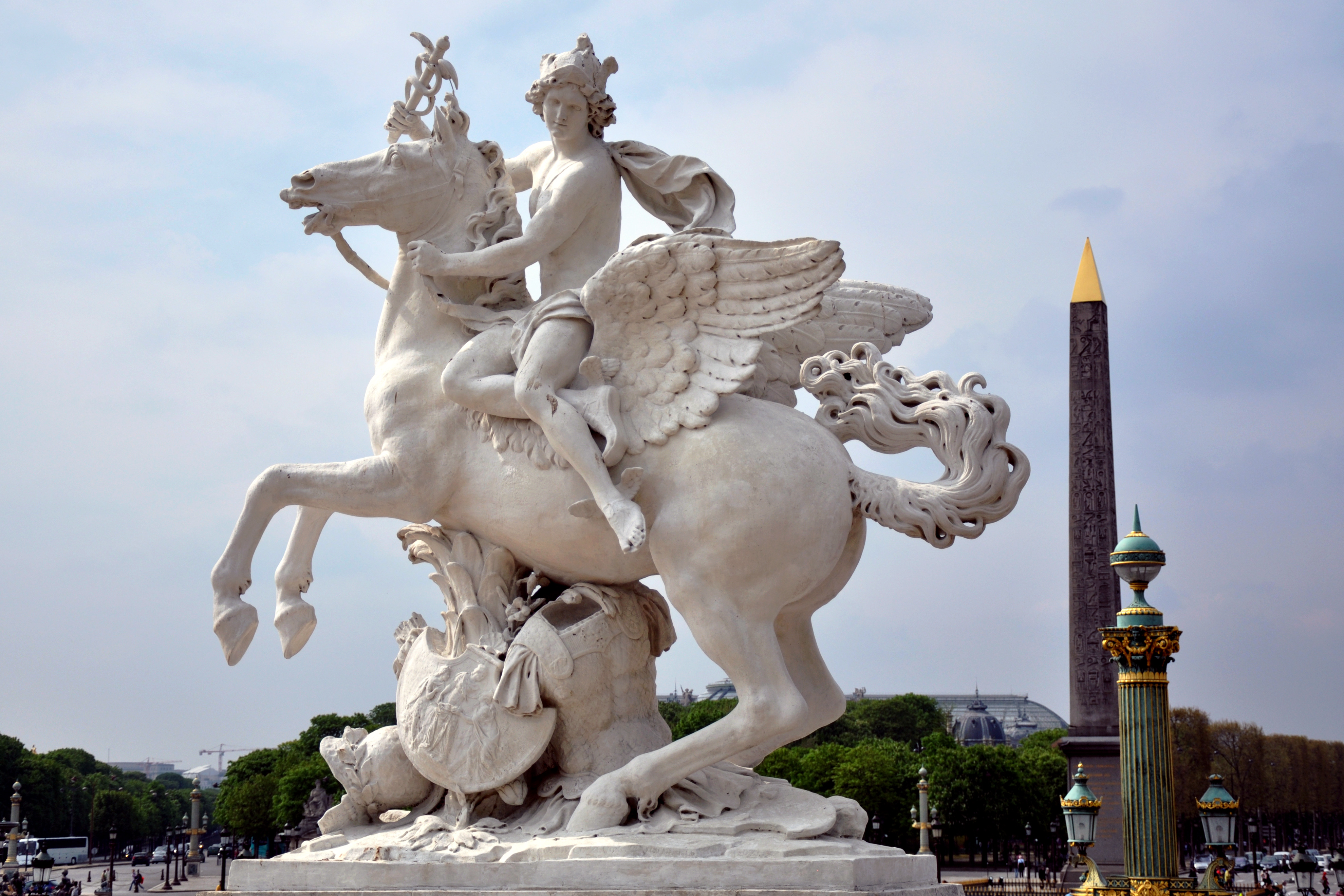
Copia del Mercurio cabalgando a Pegaso hecha por Antoine Coysevox, encontrada en París. Al contrario del Renacimiento, durante el Barroco; con sus esculturas, pinturas y cualquier manifestación de arte, se trató de buscar y crear a través del arte un mundo de formas idealizadas, puras de sus imperfecciones e idiosincrasias individuales, dentro de la concepción fija del universo, acatando la mutabilidad de las formas y de la naturaleza, así como el dinamismo de cada uno de los elementos.

vidro
 ou 
cristal
, as cabeleiras naturais, as lágrimas de 
resina
 brilhante, os dentes e unhas de 
marfim
 ou osso, e a preciosidade do sangue das 
chagas
 dos mártires e do 
Cristo
 flagelado podía ser enfatizada com a aplicação de 
rubis
. Assim, nada melhor para coroar a participação do público devoto na re-criação da realidade 
mística
 do que permitir que a ação se desenrolasse em espaço aberto, na 
procissão
, onde a movimentação física do fiel ao longo do trajeto poderia propiciar a estimulação da pessoa como um todo, diferentemente da contemplação estática diante de uma imagem em um 
altar
. Nos casos em que o "sacro monte" deveria ser levado às ruas, usualmente era simplificado a uma sugestão de rochas ou numa 
gruta
. Conforme a ocasião, a gruta ou rocha poderiam representar o 
Monte Sinai
, o 
Monte Tabor
, o 
Monte das Oliveiras
, a Gruta da Natividade, a rocha da Tentação de Cristo ou outros locais impregnados de significado. Algumas vezes o cenário rochoso era substituido por outro arquitetônico, especialmente após o trabalho de 
Andrea Pozzo
, codificador da perspectiva ilusionística arquitetônica que foi largamente empregada na decoração de templos católicos. Com os mesmos fins práticos, para aliviar o peso do conjunto, as imagens eram entalhadas apenas parcialmente, com acabamento só nas partes que deveriam ser vistas pelo público, como as mãos, cabeça e pés, e o restante do corpo consistía em uma simples estrutura de ripas ou armação oca coberta pela roupa de tecido.
[
78
]
```

## Escultura moderna y contemporánea
En el siglo XX, los escultores participan activamente en la renovación estética iniciada por las grandes corrientes artísticas de principios de siglo, como Expresionismo (Ernst Barlach, Wilhelm Lehmbruck, Käthe Kollwitz), Futurismo, Cubismo (Pablo Picasso, Jacques Lipchitz, Henri Laurens, Ossip Zadkine, Pablo Gargallo ],  Duchamp-Villon), Constructivismo (Alexander Archipenko, Anton Pevsner, Naum Gabo), Dada  (Man Ray, Kurt Schwitters), Simbolismo (Giannino Castiglioni), Surrealismo (Max Ernst , Alberto Giacometti), Minimalismo (Donald Judd, Sol Lewitt, Dan Flavin), Neo-geo (Peter Halley, Jeff Koons, DoDoU, Imi Knoebel).
La escultura abstracta está representada por Brancusi, Hans Arp, Henry Moore o Calder y renueva o inicia cuestiones como la eliminación de la base, el equilibrio Volúmenes, la relación entre lleno y vacío, movimiento (escultura cinética), etc.

## Escultura africana
La escultura africana ha sido esencialmente de carácter religioso, del tipo animismo y por tanto su veneración ha sido la creencia en espíritus de la naturaleza y veneración a sus muertos, la muerte no supone su fin sino que vive en el reino de los espíritus. Esta creencia en la presencia de los espíritus hace que se realicen rituales, donde las obras de arte hacen de médium. Estas obras en general son máscaras, esculturas exentas antropomórficas u otros objetos de culto. Los objetos de madera se realizaban a partir de un tronco o rama de árbol con la técnica de la talla directa, es decir, de una pieza cilíndrica que con herramientas primitivas iban rebajando y cortante. También han utilizado la arcilla en Nigeria la cultura nok, cerca de 500 a. C., la piedra o el marfil. Por casi todo el continente se hacen máscaras, los «baga» que ocupan la parte de Guinea usan una máscara con cabeza de cocodrilo y largos cuernos rayadas. Hay máscaras recubiertas de una costra formada por sangre seca, tierra y zumo de semillas trituradas, máscaras con una gran nariz que se alarga hasta formar un pico; hay con adornos de petxinetes y cristales. En Ife y Benín, los yoruba trabajaron la terracota y el bronce para sus reyes desde el siglo XIII, en placas con relieves o en fines de tamaño natural. En Costa de Marfil los baulé además de esculturas exentas y máscaras, cortaban los dinteles de las puertas de sus casas con motivos geométricos.

## Asia

### Escultura de la India
La historia de la escultura india se inició hacia el 2500 a. C. en una zona a lo largo de 1500 kilómetros sobre las cuencas de los ríos Ravi y Sutlej, donde estaba establecida la cultura del valle del Indo. Sus principales poblaciones fueron Harappa y Mohenjo-Daro, donde en excavaciones arqueológicas del siglo XIX, se encontraron gran variedad de esculturas en terracota representando figuras humanas con símbolos relacionados con la fertilidad, así como una pequeña bailarina en bronce y un Busto de un rey-sacerdote en esteatita. Hacia el 1500 a. C. la cultura del Indo se extinguió y durante un largo tiempo se entró en un período sin manifestaciones artísticas conocidas, hasta el siglo III a. C., cuando se forma el imperio Maurya y se construyeron grandes columnas, algunas todavía in situ, de manera escultórica remataban en un capitel que sostenía una escultura de algún tema animal, la más famosa es el Capitel de los leones en Sarnath. De esta misma época hay esculturas con representaciones de divinidades masculinas y femeninas, entre las que destaca la Yaksi  del museo de Patna, que presenta una gran exuberancia de los pechos, amplias caderas y estrecha cintura, unos rasgos que se repiten en la demostración del ideal de la belleza femenina en la cultura india.
Durante el imperio Kushan hubo un gran desarrollo cultural y se sumaron las tradiciones del budismo y el hinduismo en la región de Gandhara, el arte de la que se denomina «grecobúdico» por la influencia de la Grecia clásica a las imágenes de Buda realizadas en este período. El imperio Gupta se convirtió en un «arte clásico» donde se consiguieron líneas puras y formas de armonioso equilibrio, se representaron las divinidades Brahma, Vishnú y Shiva. En la escultura del sur de la India, se encuentran en Mahabalipuram, templos excavados en la roca decorados con relieves magníficos, entre ellos el Descenso del Ganges de la época de la dinastía de los Pal·lava. Desde el siglo VIII el erotismo es tema principal de las escenas de muchos templos, donde se representa ilustraciones del Kama Sutra. A pesar de la conquista musulmana, en la parte sur del país continuó la tradición de su escultura que se fue transformando poco a poco en una fase clara de barroquismo vigente hasta el siglo XVIII.

### Escultura en China
Durante la dinastía Tang (618-907) los chinos fabricaron gran cantidad de terracotas realizadas a presión por medio de moldes. En China hacia el 200 a. C. se moldearon siete mil guerreros en tamaño natural de la dinastía Qin, que aunque las caras son todas diferentes, y por tanto modeladas a mano, para los cuerpos parece que se utilizó un molde; este verdadero ejército permaneció enterrado hasta ser descubierto a fines del siglo XX. Cuando el budismo se introdujo en China, surgió la necesidad de realizar representaciones escultóricas. La más antigua que se conoce es una de bronce dorado fechada en el año 338 y se cree que fue una réplica de una de Gandhara. Se fueron construyendo santuarios con estatuas colosales de Buda en las grutas de Yungang en la ciudad de Datong. 
En la última etapa de la dinastía Tang las obras de figuritas de cerámica con variados temas, hacen tener una nueva visión a la escultura distinta y distante de la budista. A partir de aquí la escultura entra en una clara decadencia, aunque a la dinastía Ming, en sus obras arquitectónicas se instalan imágenes de grandes dimensiones como «guardianes» de las puertas de los grandes palacios o complejos funerarios, aunque siguen siendo las pequeñas esculturas de jade o cerámica donde pueden encontrarse las mejores representaciones. En el siglo XX y por transformaciones ideológicas de sus dirigentes, la escultura monumental se volvió a realizar con marcado estilo realista para exaltar las hazañas de la Revolución China.

## Escultura de Oceanía
El arte de los nativos australianos está restringido a sus tradiciones y los materiales que disponen, como la madera, corteza de árbol y punta de sílex, los escudos los decoran con líneas geométricas, realizan las «churingas» constituidas por piedras planas de carácter totémico donde graban motivos con relación a sus antepasados.
La creación de obras por parte de los melanesios tiene una gran variedad de estilos y formas. Nueva Guinea se destaca por los diseños de sus objetos, hay algunos de carácter sagrado que solo pueden ser vistos por los «iniciados», existen unas casas para uso exclusivo de los hombres donde todos los troncos que forman los pilares que sostienen el techo están cortados representando seres totémicos, en estas casas se guardan las tallas que representan sus antepasados, máscaras, asientos completamente grabados con decoraciones de figuras humanas o animales.
En las Nuevas Hébridas la escultura está relacionada con las ceremonias religiosas, las estatuas representan figuras de sus muertos y las máscaras son utilizadas para ceremonias funerarias. En Nueva Irlanda existe una gran abundancia de objetos, también de madera tallada donde se insertan conchas, cortezas de otros árboles y piedras, que están relacionados con actos rituales. En las islas Salomón, aunque realizan máscaras, lo más destacado son las figuras humanas o de animales. En las islas Marquesas, se llegó a un gran virtuosismo en la construcción de canoas donde la proa y la popa estaban adornadas con profusión de tallas, en estas islas antiguamente se cortaban imágenes con piedra volcánica en las islas Cook las imágenes veneradas mostraban unos rostros con grandes ojos y boca y el resto del cuerpo con una proporción muy pequeña.
Los maoríes de Nueva Zelanda, construyeron casas con un gran frontón completamente decorado con figuras antropomorfas de expresión amenazadora, así como colgantes de nefrita cortada (hei tiki). En la isla de Pascua se encuentran las moai, enormes figuras antropomorfas de 4 a 5 metros de altura, realizadas en toba volcánica procedente del volcán Rano Raraku, donde se encuentran algunas figuras en diferentes etapas de construcción, por lo que se cree que se trabajaban in situ, y desde allí se supone que eran arrastradas utilizando cuerdas siendo distribuidas a los diversos puntos de la isla.